# Haushund
Der Haushund (Canis lupus familiaris) ist ein Haustier und wird als Heim- und Nutztier gehalten. Seine wilde Stammform ist der Wolf, dem er als Unterart zugeordnet wird. Wann die Domestizierung stattfand, ist umstritten; wissenschaftliche Schätzungen variieren zwischen etwa 15.000 v. Chr. und vor 100.000 Jahren. Hund und Wolf (Canis lupus lupus) sind nicht durch eine Artenschranke getrennt und können daher miteinander fortpflanzungsfähige Nachkommen zeugen.
Im engeren Sinn bezeichnet man als Haushund die Hunde, die überwiegend im Wohnbereich des Menschen gehalten werden, und kennzeichnet damit also eine Haltungsform. Historisch wurde ein Hund, der zur Bewachung des Hauses gehalten wird, als Haushund bezeichnet. Eine weitere Verwendung des Begriffs ist die Einschränkung auf sozialisierte (Haus-)Hunde, also Hunde, die an das Zusammenleben mit Menschen in der menschlichen Gesellschaft gewöhnt und an dieses angepasst sind. Damit wird der Haushund abgegrenzt gegen wild lebende, verwilderte oder streunende Hunde, die zwar auch domestiziert, aber nicht sozialisiert sind.
Der Dingo ist ebenfalls ein Haushund, wird jedoch provisorisch als eigenständige Unterart des Wolfes geführt.

## Etymologie
Die gemeingermanische Haustierbezeichnung *hunða- (mhd., ahd. hunt) geht auf idg. *k̑úu̯ō[n], Gen. *k̑unós „Hund“ zurück und ist somit verwandt mit gleichbedeutend lateinisch canis.

## Population
Weltweit leben schätzungsweise 500 Millionen Haushunde, von denen etwa 75 % freilebend sind. Allein in Deutschland leben (Stand 2019) 10,1 Millionen Hunde als Haustiere. In vielen Ländern ist die Kontrolle der Hundepopulation ein Problem. Da die freilaufenden Hunde in den meisten Fällen nicht kastriert sind, können sie sich nahezu unkontrolliert vermehren. Um der großen Anzahl von herrenlosen Streunern entgegenzuwirken, werden die Tiere in einigen Ländern in groß angelegten Aktionen mit Fallen oder Gift getötet, oder sie werden in Tierheime gebracht – oft mit mangelnder Versorgung. Findet sich nicht in kurzer Zeit ein neues Zuhause für die Hunde, werden auch diese Hunde getötet. Die Straßenhunde sind infolge inadäquater Nahrung ständigen Mangelzuständen sowie Krankheiten ausgesetzt. Tierschutzorganisationen wie der Europäische Tier- und Naturschutz e. V., der Deutsche Tierschutzbund und Vier Pfoten setzen sich daher für eine tierschutzgerechte Kontrolle des Tierbestandes durch Kastrationen ein.
Hunde können nach ihrer Nähe zum Menschen und ihrem sozialen Zusammenleben mit ihm in verschiedene Gruppen eingeteilt werden:
- wild: seit tausenden Jahren wild (z. B. Dingo)
- verwildert: seit einigen Generationen wild
- freilebend ohne Besitzer: verlassen oder von einer freilebenden Hündin geworfen
- freilebend im Dorf (in nachbarschaftlichem Besitz): eher in Besitz der Dorfbewohner als eines einzelnen Haushalts, nicht eingeschränkt
- freilebend von einer Familie gehalten; haben einen Besitzer: in Besitz einer Familie, aber nicht eingeschränkt
- eingeschränkt: mit Besitzer und eingeschränkter Bewegungsfreiheit

Das Leben der Hunde und ihr Wohlergehen hängen ganz wesentlich von ihren eigenen sowie den Lebensumständen der Menschen ab, mit denen sie zusammenleben.

## Anatomie

### Benennungen
Die von der FCI in Rassestandards verwendeten Bezeichnungen sind als Anlage zum FCI-Modellstandard dokumentiert.
| Körperteile eines Hundes; bezeichnet mit Ziffern 1–14 | 1. Stop (Absatz zwischen Stirn und Nase) 2. Fang (Maul, Schnauze mit Lefzen) 3. Wamme (Kehle, Kehlhaut) 4. Schulter 5. Ellbogengelenk 6. Vorderfuß 7. Kruppe (Hinterteil, dort höchster Punkt) 8. Keule (Oberschenkel und Hüftgelenk) 9. Sprunggelenk (Hinterfußwurzelgelenk) 10. Hinterfuß 11. Widerrist (höchster Punkt der Schulter) 12. Kniegelenk 13. Läufe (Beine mit Pfoten) 14. Rute (Schwanz) |

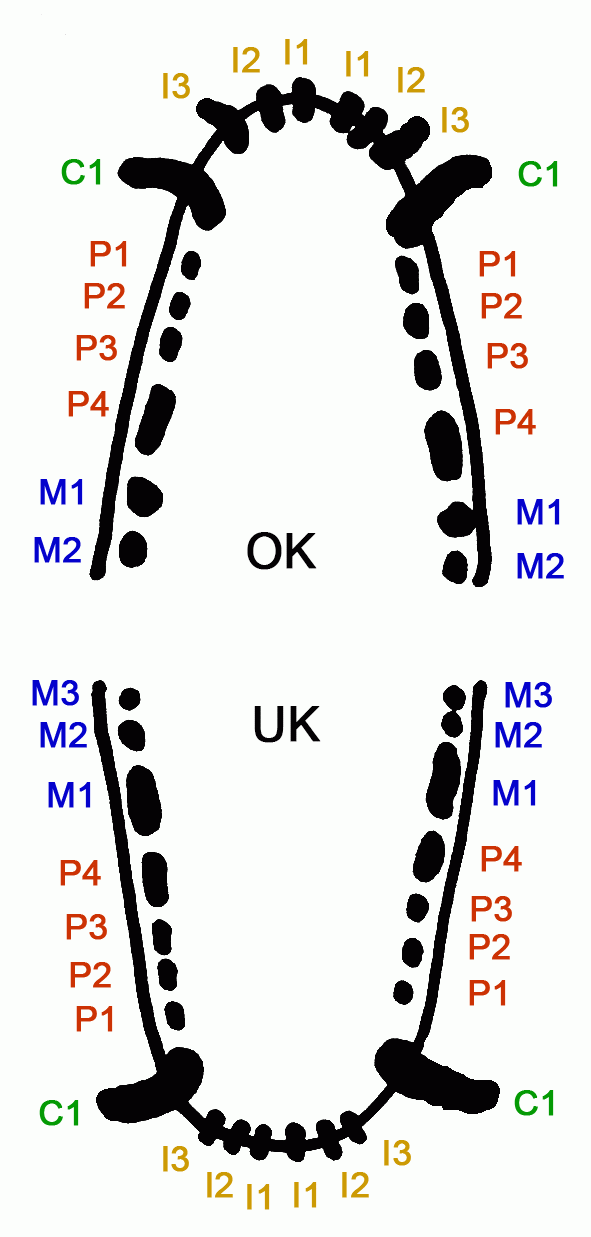
Schematische Darstellung eines Hundegebisses

### Zähne
Das bleibende Gebiss der Hunde hat 42 Zähne. Es hat in jeder Hälfte von Ober- und Unterkiefer 3 Schneidezähne (Incisivi, I), einen Eck- oder Hakenzahn (Caninus, C) und 4 vordere Backenzähne (Prämolaren, P). Im Oberkiefer gibt es 2, im Unterkiefer 3 hintere Backenzähne (Molaren, M) pro Hälfte.
Jeweils einer der Backenzähne ist besonders kräftig und wird als Reißzahn (Dens sectorius) bezeichnet. Im Oberkiefer ist es der P4, im Unterkiefer der M1, also immer der drittletzte Zahn. Beide greifen wie eine Scherenzange ineinander und dienen zum Zerreißen von Fleischstücken.
Die Zahnstellung ist bei den einzelnen Hunderassen sehr variabel. Beim Normaltyp (also dem des Wolfes entsprechend, zum Beispiel beim Deutschen Schäferhund) greifen die Schneidezähne des Unterkiefers unmittelbar hinter die des Oberkiefers. Bei kurzköpfigen (brachyzephalen) Rassen, wie Deutscher Boxer und Pekinese, ist der Oberkiefer deutlich kürzer als der Unterkiefer (maxilläre Retrognathie), so dass die unteren Schneide- und Eckzähne deutlich vor denen der oberen stehen (Vorbiss). Bei Rassen mit langem und schmalem Schädel (dolichozephal), wie Barsoi, Whippet und Collie, sind die Verhältnisse umgekehrt (mandibuläre Retrognathie). Diese Rassen zeigen einen Hinter- oder Rückbiss.

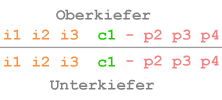
Milchzahnformel

Hunde werden zahnlos geboren. Die ersten Milchzähne erscheinen mit den Eckzähnen ab der dritten Lebenswoche. Mit etwa sechs Wochen ist das vollständige Milchgebiss mit 28 Zähnen ausgebildet. Der P1 und die hinteren Mahlzähne haben keine Milchzahnvorgänger. Der Zahnwechsel zum bleibenden Gebiss beginnt bereits ab dem dritten Lebensmonat bei den Schneidezähnen. Etwa einen Monat später brechen P1 und M1 (die ja keine Milchzahnvorläufer haben, also nicht wechseln) durch, ab dem fünften Monat dann die übrigen. Der Zahnwechsel ist im siebten Monat abgeschlossen.

## Physiologie

### Körpertemperatur
Die Normaltemperatur liegt zwischen 37,5 und 39 Grad Celsius, wobei die höheren Werte vor allem bei jungen Hunden, Vertretern kleiner Hunderassen, bei weiblichen und trächtigen Tieren auftreten. Aktivitätsbedingt liegt bei einem Individuum die Temperatur am Morgen etwa 1 Grad unter der am Nachmittag.

### Hörsinn

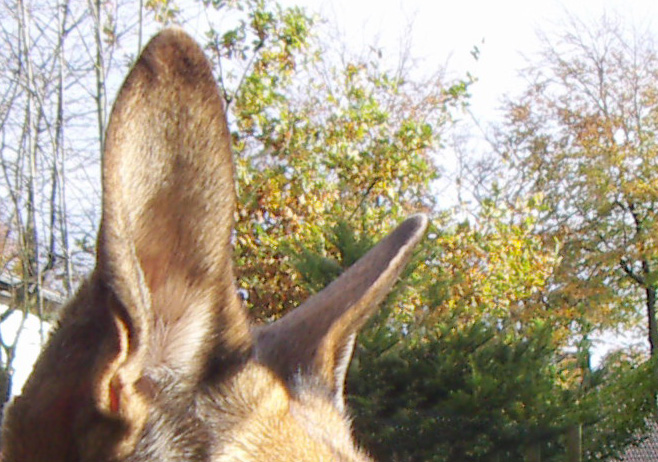
Ohr eines Hundes

Das Ohr des Hundes ist hoch entwickelt; es kann höhere Frequenzen wahrnehmen als das des Menschen, im Idealfall:
- Mensch ≈ 20–20.000 Hz, maximale Empfindlichkeit im Bereich zwischen 2000 und 4000 Hz
- Hund ≈ 15–50.000 Hz (nach anderen Quellen bis 100.000 Hz), maximale Empfindlichkeit bei 8000 Hz[15]

Seine beweglichen Ohrmuscheln lassen den Hund Geräuschquellen zudem besser dreidimensional orten, als ein Mensch das könnte. Sie sind neben der Hörfähigkeit wichtig als „Signalgeber“ für die optische Kommunikation.

### Sehsinn

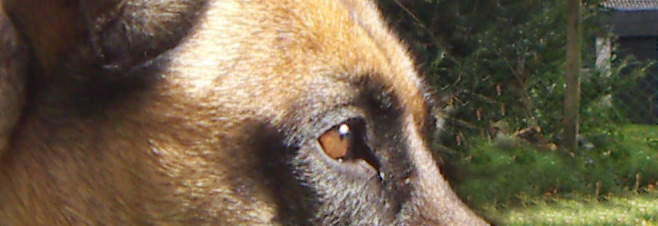
Auge eines Hundes

Früher nahm man an, dass Hunde nur Graustufen – also nur „schwarz-weiß“ – sehen könnten. Nach heutigen Erkenntnissen sehen Hunde Farben, sind aber Dichromaten und nehmen Rot nicht gesondert wahr.
Das Auge des Hundes besitzt zwei verschiedene Lichtrezeptoren: Während die Stäbchen für das Sehen von Graustufen zuständig sind, ermöglichen die Zapfen – ausreichende Beleuchtung vorausgesetzt – das Sehen von Farben. Die Stäbchen sind viel zahlreicher und lichtempfindlicher als die Zapfen. Wie der Mensch sieht er in der Dämmerung nur in Graustufen. Bei Hunden ist (wie bei den meisten anderen Säugetieren, aber nicht beim Menschen) der Augenhintergrund „verspiegelt“. Diese Tapetum lucidum genannte Schicht reflektiert einfallendes Licht, so dass es ein weiteres Mal auf die Stäbchen trifft. Hunde können in der Dämmerung viel besser sehen als Menschen.
Die Zapfen sind jeweils auf einen bestimmten Spektralbereich spezialisiert. Beim Menschen sind es drei unterschiedliche Rezeptoren für die Farben Rot, Grün und Blau, aus deren drei Farbsignalen das Gehirn den Gesamtfarbeindruck bildet. Der Hund hat nur zwei unterschiedliche Zapfentypen, die für Grün und Blau empfindlich sind. Dadurch wird nur ein Teil des menschlichen Farbspektrums abgedeckt: Rot ist eine Farbe, die der Hund nicht erkennt. Das Farbensehen der Hunde ist etwas in Richtung Ultraviolett verschoben und endet durch den fehlenden Rot-Rezeptor bei Gelb.
Es gibt weitere gravierende Unterschiede: Das Hundeauge ist im Bereich 430 nm – dem Blaubereich – am empfindlichsten, das menschliche Auge im Bereich 550 nm (grün/gelb). Die Sehschärfe ist vermutlich geringer als beim Menschen und auf Bewegung optimiert; stillstehende Dinge werden durch das Gehirn unterdrückt, also kaum wahrgenommen. Der Grund dürfte darin liegen, dass die Beute des Wolfes optisch selektiert werden muss, da sie sich bewegt.
Die horizontale Ausdehnung des Gesichtsfeldes des Hundes beträgt etwa 240 Grad im Vergleich zu ungefähr 180 Grad beim Menschen. Der Bereich, in dem der Hund dreidimensional sehen kann, ist mit rund 60° kleiner als derjenige des Menschen (120°).

### Geruchssinn

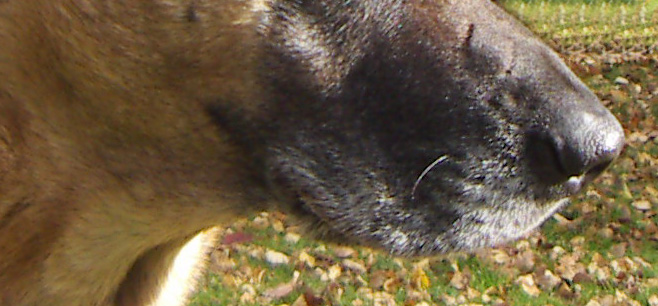
Hundeschnauze mit Nase

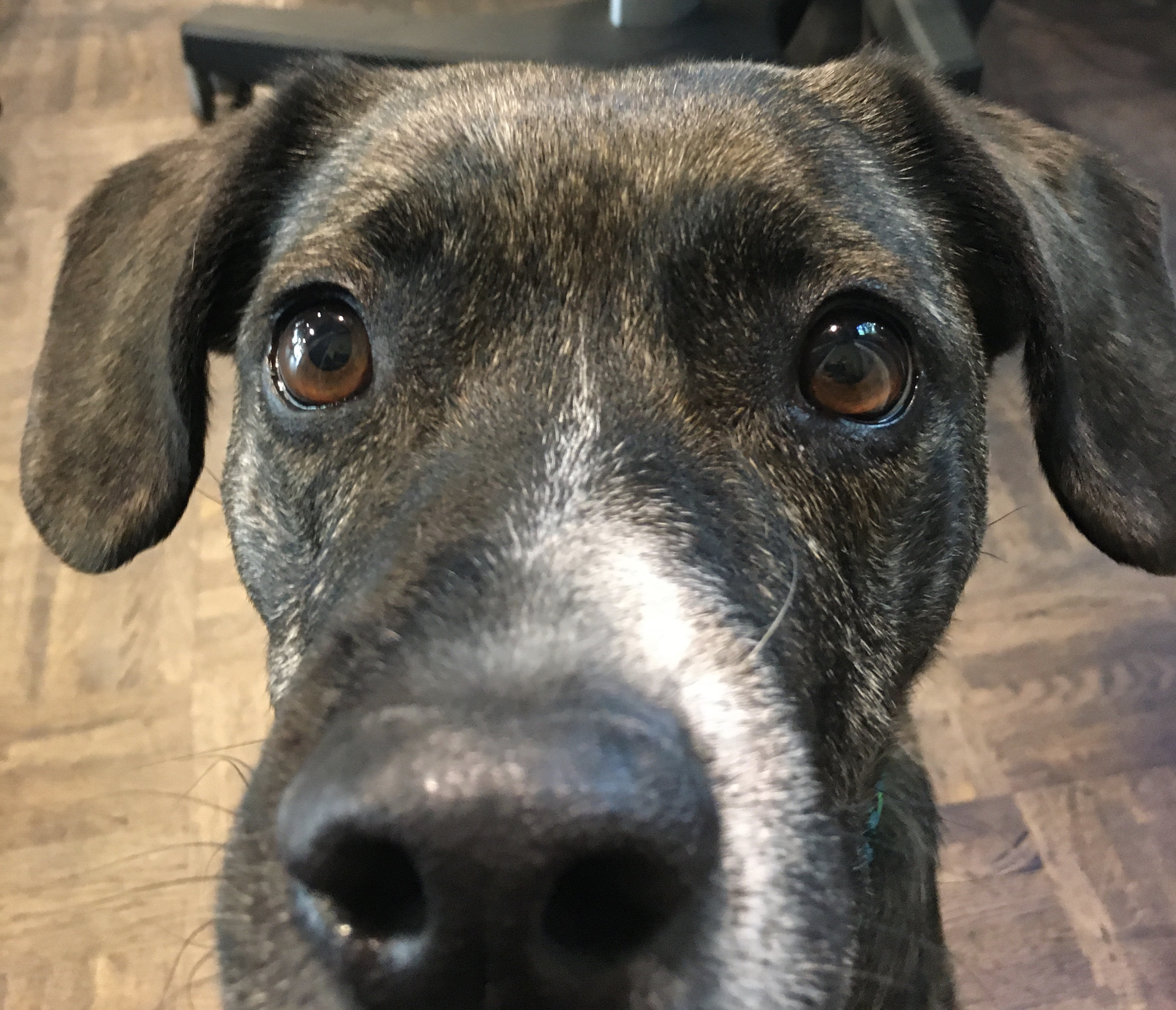
Die Nase ist bei Hunden durch Sekretproduktion ständig etwas feucht

Die Nase, das Riechorgan des Hundes, ist wesentlich empfindlicher als die des Menschen. Hunde zählen zu den Nasentieren (Makrosmatikern). Grob zu erkennen ist der ausgeprägtere Geruchssinn schon an der Anzahl der Riechzellen, wobei es zwischen den Hunderassen erhebliche Unterschiede gibt. So hat der Mensch 5 Millionen Riechzellen, der Dackel 125 Millionen und der Schäferhund 220 Millionen.
Zur Beurteilung der Riechleistung reicht das nicht aus: Messungen haben ein im Vergleich zum Menschen etwa eine Million Mal besseres Riechvermögen ergeben. Der Hund kann in kurzen Atemzügen bis zu 300 Mal in der Minute atmen, so dass die Riechzellen ständig mit neuen Geruchspartikeln versorgt werden.
Im Gehirn werden die eintreffenden Signale weiterverarbeitet und ausgewertet. Da die Nase (ähnlich wie beim Sehen) rechts und links differenzieren kann, können Hunde räumlich riechen. Auf diese Weise ist der Hund fähig, der Richtung einer Spur zu folgen. Das Riechhirn ist im Vergleich zu dem des Menschen riesig, denn es macht allein zehn Prozent des Hundehirns aus (im Vergleich: ein Prozent beim Menschen). Der Mensch nutzt diese Fähigkeit für den Einsatz als Spürhund in vielen Bereichen. Hunde können auch Angstschweiß von Menschen riechen.
Hunde „schmecken“ Gerüche auch über das Jacobsonsche Organ (Vomeronasalorgan), das sich im Gaumen befindet. Dieses transportiert die aufgenommene Information sofort an das Limbische System. Es ist für die Entstehung von Gefühlen, das Triebverhalten und für die Bildung von Hormonen verantwortlich.
Der Nasenspiegel von Hunden ist deutlich kühler als bei Paarhufern und Unpaarhufern. Eine in Scientific Reports veröffentlichte Studie deutet darauf hin, dass dies Hunde befähigt, schwache bzw. weit entfernte Wärmestrahlung wahrzunehmen und zu lokalisieren. Damit ist der Hund neben der Vampirfledermaus die einzige Säugetierart, bei der dies bekannt ist.

### Geschmackssinn
Hunde besitzen Geschmacksknospen auf den Papillen der Zunge, aber auch auf dem Gaumendach und am Eingang des Schlundes. Insgesamt verfügt der Haushund über 1700 solcher Geschmacksknospen (der Mensch hat 9000). Um Geschmack wahrnehmen zu können, müssen Moleküle im Speichel gelöst werden, weshalb Hunde über vier Paar Speicheldrüsen verfügen. Es gibt zwei verschiedene Arten von Speichel – einen eher wässrigen, der für die Gemüsenahrung zuständig ist, und einen eher schleimigen, der Moleküle der Fleischnahrung löst. Die verschiedenen Regionen der Geschmackswahrnehmung auf der Zunge sind etwas anders angeordnet als beim Menschen. So reagiert der seitliche Teil der Zunge auf süße, salzige und saure Nahrung, während der hintere Zungenteil auf Bitteres anspricht. Die Rezeptoren, die fleischige Nahrung anzeigen, sind auf der ganzen Zunge verteilt, kommen jedoch auf dem ersten Drittel gehäuft vor.

### Tastsinn
Der Tastsinn ist für Hunde wichtig, da sie über Berührungen soziale und emotionale Bindungen mit anderen Hunden und Menschen aufbauen. Durch Berührungen können Hunde messbar beruhigt werden – der Puls wird langsamer und die Atmung regelmäßiger.

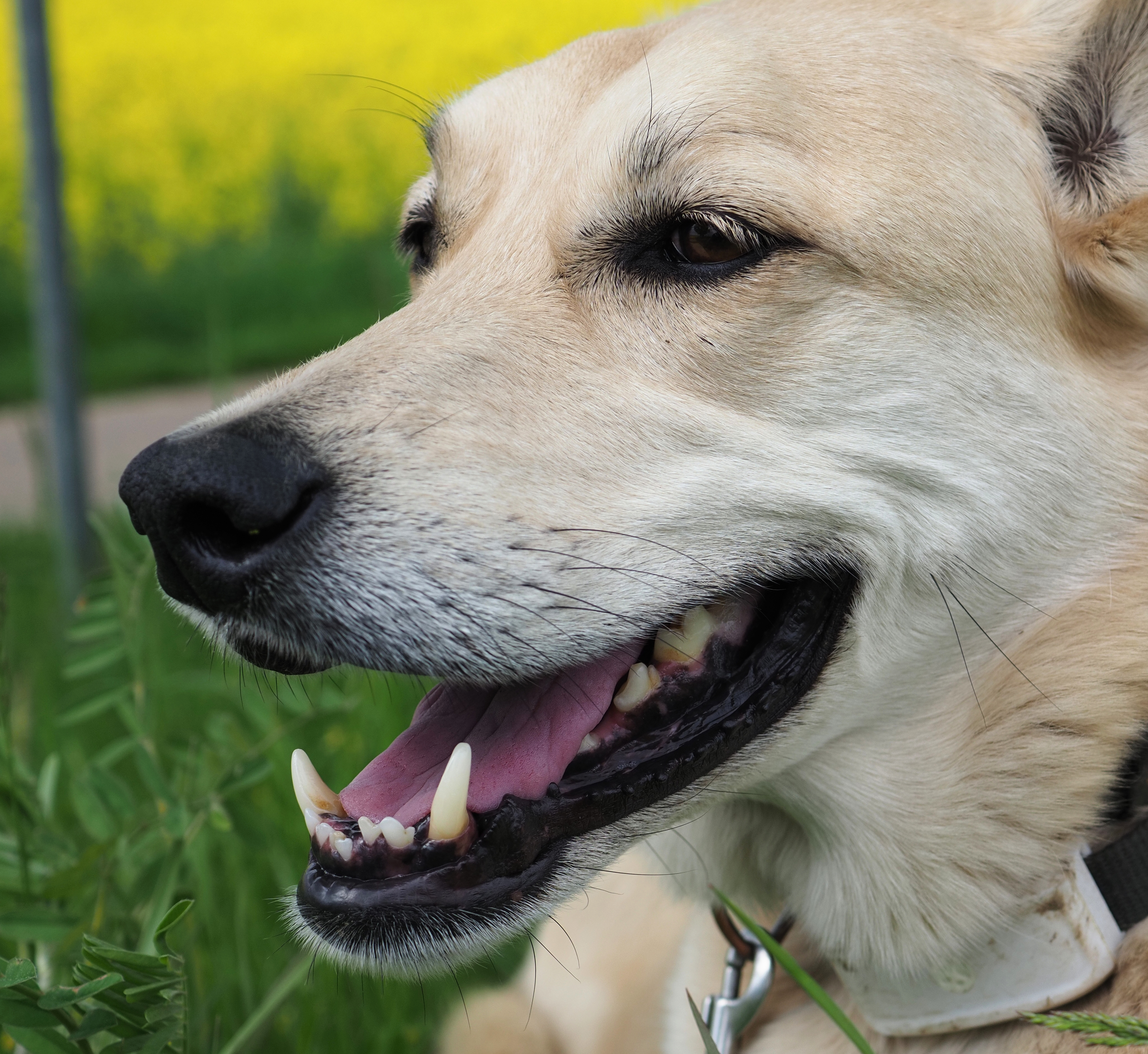
Hundegesicht mit (hier dunklen) Vibrissen an der Oberlippe, hinterm Mundwinkel, unterm Kinn und in den Augenbrauen

Berührungen werden von Hunden vor allem über die Haut und mit Hilfe ihrer Vibrissen wahrgenommen. Die Haut weist zwei unterschiedliche Arten von Rezeptoren auf:
- Rezeptoren für den Oberflächenkontakt, die sich direkt unter der Haut befinden und die Bewegungen der Haare auf die Rezeptoren am Haarfollikel übertragen,
- Rezeptoren für stärkeren Druck, welche tiefer unter der Haut sitzen.

Nase und Lippen des Hundes reagieren besonders sensibel auf Druck, da dort besonders viele Sinnesnerven enden. Über die Pfoten können Bodenerschütterungen (etwa nahende Schritte) wahrgenommen werden.
Im Gesicht trägt der Hund an mehreren Stellen Vibrissen, die im Vergleich zu normalen Fellhaaren steifer sind und tiefer in die Haut reichen. An ihrer Basis befinden sich zahlreiche Tastrezeptoren. Da 40 Prozent des für den Tastsinn verantwortlichen Gehirnabschnittes für das Gesicht zuständig sind, nimmt man an, dass den Vibrissen hierbei eine große Bedeutung zukommt. Sie sind so sensibel, dass sie einen Gegenstand nicht einmal berühren müssen, um ihn wahrzunehmen – die im Vorbeigehen entstehenden Luftwirbel reichen zur Wahrnehmung aus. Damit dienen sie dem Hund als zusätzliches „Frühwarnsystem“ zum Schutz vor Zusammenstößen oder Augenverletzungen. In Österreich ist es verboten, Vibrissen zu entfernen. Auf Ausstellungen wird das kontrolliert.
Hunde besitzen nur im Körperkern und im Gehirn Wärmerezeptoren, während sich auf Haut und Schleimhäuten ausschließlich Kälterezeptoren befinden. Eine Ausnahme ist die Nase, in der sich Wärmerezeptoren befinden. Diese dienen besonders den Welpen dazu, nach der Geburt zur Mutter zu finden. Bei der Berührung mit heißen Gegenständen reagieren Hunde mit ihren Schmerzrezeptoren, nicht mit Wärmerezeptoren. Hunde empfinden wie Menschen und andere Säugetiere Schmerz. Zeichen für Schmerzen können Winseln, Kläffen, starkes Hecheln, ein schneller Atem, Zittern, Unruhe, Rückzug oder Aggressionen bei Berührung, Lecken/Benagen der schmerzenden Körperteile, schneller Puls, erweiterte Pupillen oder eine erhöhte Körpertemperatur sein.

### Magnetsinn
Haushunde verfügen über die Fähigkeit, das Magnetfeld der Erde wahrzunehmen. Dies zeigte sich in einer Studie daran, dass die Hunde zum Koten und Urinieren bevorzugt eine Position einnahmen, in der die Körperlängsachse entlang des Erdmagnetfelds ausgerichtet war. Dieses Verhalten zeigten die Tiere jedoch nur zu Zeiten des Tages, zu denen die Ausrichtung (Deklination) des Erdmagnetfelds sich nicht änderte. Haushunde sind damit die ersten Säugetiere, bei denen nachgewiesen wurde, dass sie nicht nur für das Erdmagnetfeld als solches, sondern auch für dessen Schwankungen empfindlich sind.

## Karyotyp und Genom

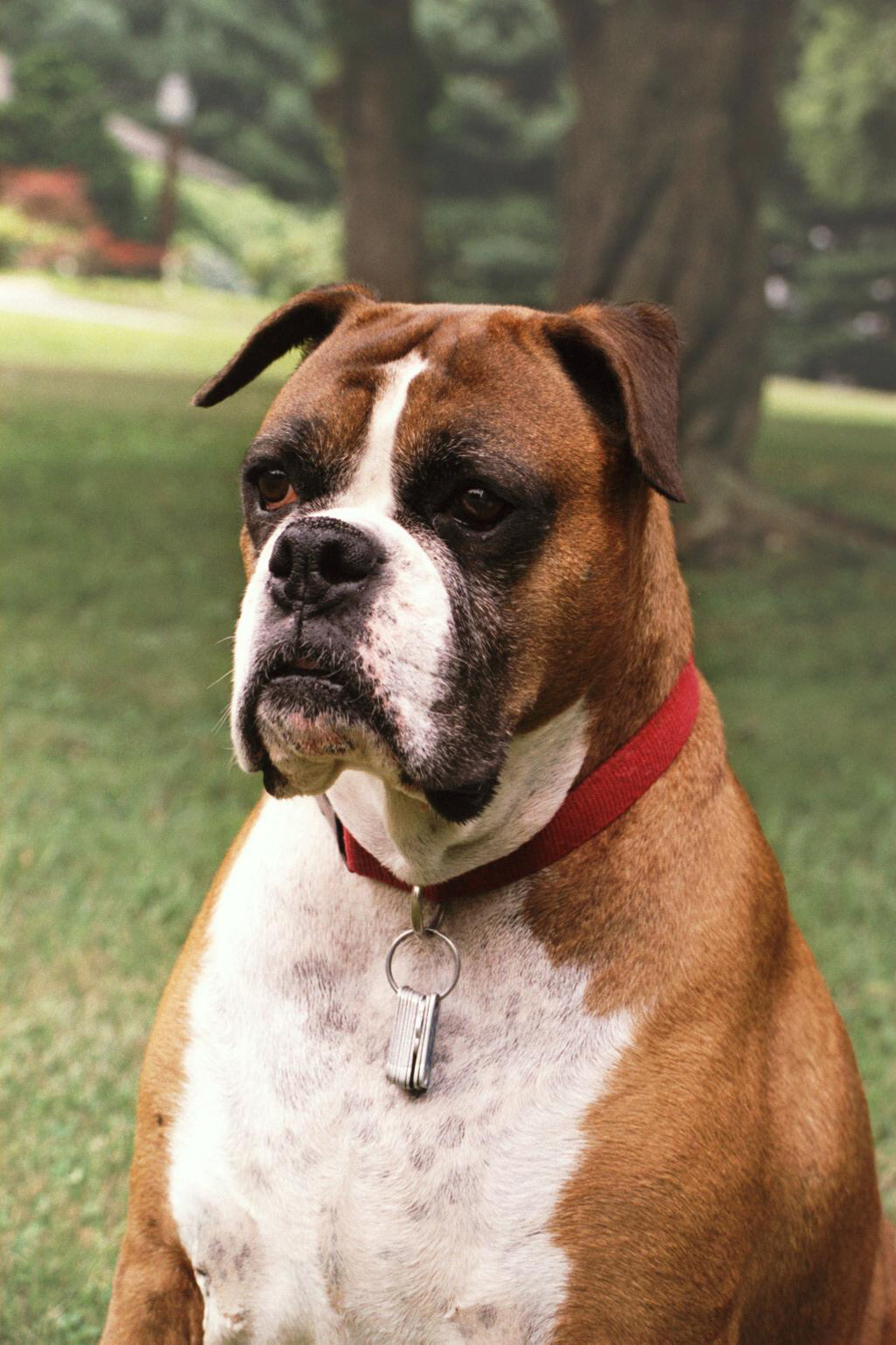
Die Boxerhündin Tasha diente als Modell für die Sequenzierung des Genoms des Hundes

Die genetische Information des Haushunds liegt im Zellkern in 76 Autosomen (38 Paare), zwei Geschlechtschromosomen (X und Y) sowie in den Mitochondrien vor. Das Genom eines weiblichen Boxers wurde im Jahr 2005 erstmals vollständig sequenziert; es besteht aus 2.528.446.953 Basenpaaren und zunächst geschätzten 19.300 Genen.

## Entwicklung

### Fortpflanzung

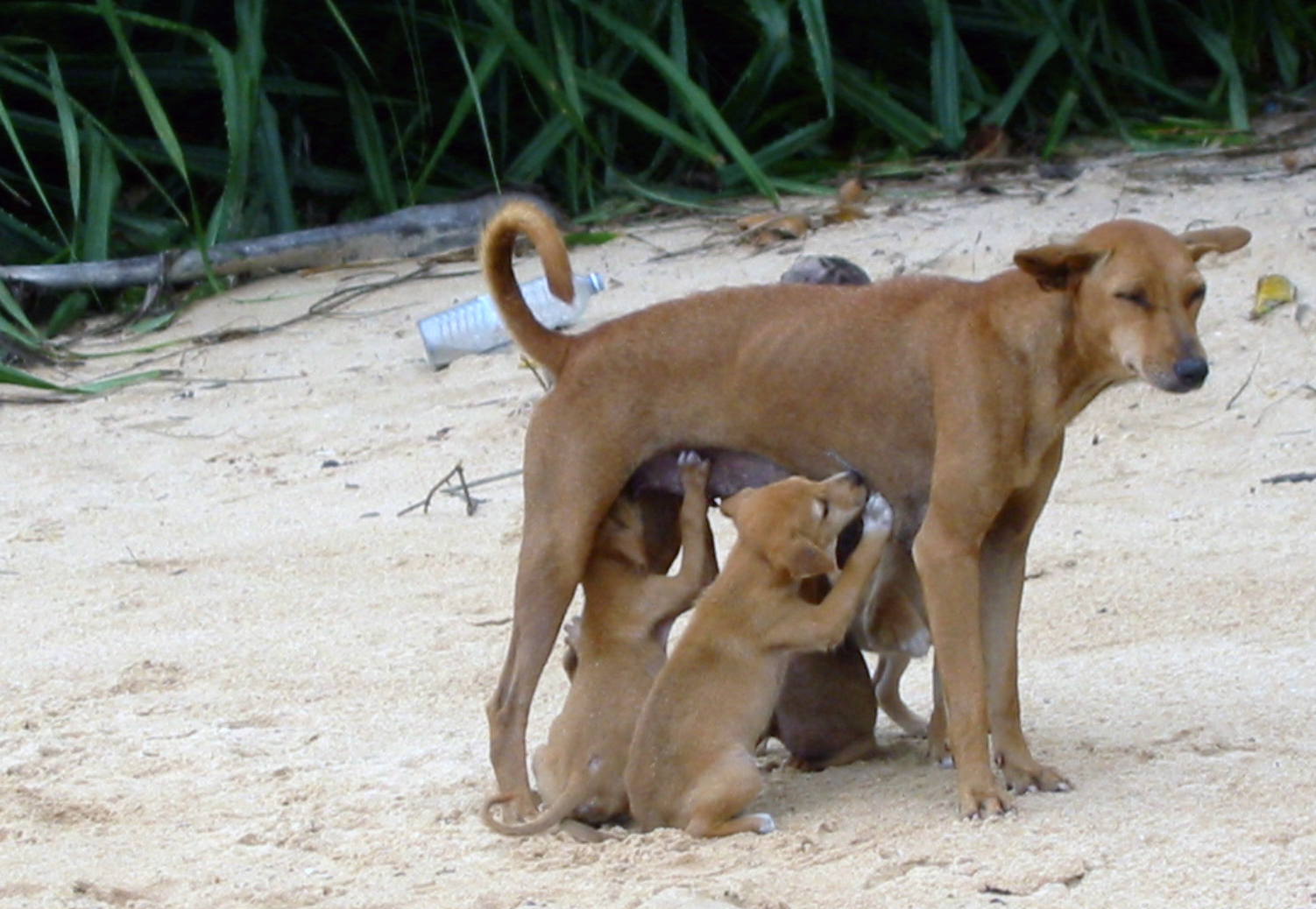
Wilde Hündin beim Säugen der Welpen, Welpen zeigen dabei Milchtritt

Der Eintritt der Geschlechtsreife wird beim weiblichen Hund durch die erste Läufigkeit gekennzeichnet, die im Alter von 7 bis 14 Monaten auftritt. Rüden erlangen ihre Zeugungsfähigkeit in etwa dem gleichen Alter. Kleinere Hunde werden im Allgemeinen früher geschlechtsreif als Hunde großer Rassen.
Hündinnen unterliegen einer ausgeprägten, etwa halb- bis dreivierteljährlichen Brunstperiodik, die nicht an Jahreszeiten gebunden ist. Mit einem durchschnittlichen Läufigkeitsintervall von fünf bis neun Monaten zählen sie zu den saisonal diöstrischen Tieren. Männliche Haushunde sind – anders als Wölfe – ab der Geschlechtsreife stets deckbereit.
Der Sexualzyklus ist in vier Phasen unterteilt. Mit dem Beginn der Vorbrunst (Proöstrus) kommt es zu einem Anschwellen der Vulva und dem Austritt von blutigem bis fleischwasserfarbigem Sekret, welches die Hündin für Rüden attraktiv macht. Eine Deckbereitschaft ihrerseits ist jedoch noch nicht gegeben. Die Dauer der Vorbrunst beträgt – individuell unterschiedlich – 4 bis 21 Tage. Ihr schließt sich die Brunst (Östrus) an, welche von Deckbereitschaft der Hündin und Fruchtbarkeit gekennzeichnet ist. Der Scheidenausfluss wird heller, und die Hündin „präsentiert“ sich den Rüden, d. h., sie „steht“ und legt einladend die Rute auf eine Seite (Standhitze). Die Phase der Brunst beträgt zwei bis zwölf Tage. Zusammen mit der Vorbrunst wird sie als Läufigkeit bezeichnet. Hieran schließt sich der Metöstrus an, in dessen Verlauf über eine Dauer von neun bis zwölf Wochen Rückbildungs- und Regenerationsvorgänge an der Gebärmutter erfolgen. In der vierten Phase (Anöstrus) fehlt jegliches Anzeichen sexueller Aktivität. Dieser Abschnitt dauert zwei bis sechs Monate.
Bei der Paarung von Hunden kommt es zum charakteristischen „Hängen“: Der Penis des Rüden trägt an der Basis der Eichel einen speziellen Schwellkörper, den „Knoten“ (anatomisch Bulbus glandis). Dieser schwillt nach erfolgter Penetration der Hündin so stark an, dass ein Herausziehen des Penis nach der Ejakulation zunächst nicht möglich ist (und wegen der damit verbundenen Verletzungsgefahr auch nicht gewaltsam vorgenommen werden darf). Bis zum Abschwellen des Knotens bleiben die Hinterteile der zwei Tiere daher auch nach dem Absteigen des Rüden verbunden. Dieses Hängen kann bis zu 30 Minuten andauern und verschafft den Spermien einen Vorsprung vor denen eventueller nachfolgender Rüden.
Die durchschnittliche Trächtigkeitsdauer der Hündin beläuft sich auf 63 bis 65 Tage, die Anzahl der Welpen pro Wurf schwankt auch nach Rasse etwa zwischen drei und zwölf Tieren. Das Verhältnis zwischen dem Gesamtgewicht des Wurfs und dem Körpergewicht des Muttertiers liegt gewöhnlich bei 10–15 %; die Anzahl der auf einmal geworfenen Welpen ist sehr unterschiedlich.

### Sozialisation
Auch bei Hunden wird der Begriff Sozialisation verwendet, um den Prozess zu kennzeichnen, bei dem der Hund sich mit seiner Umwelt auseinandersetzt, ihre Regeln kennenlernt und Bindungen eingeht. Sozialisation findet besonders intensiv während der ersten Lebensmonate statt. Bereits beim Welpen finden – entsprechende Haltungsbedingungen vorausgesetzt – folgende Prozesse statt:
- Sozialisation mit Artgenossen (Erlernen zwischenhundlicher Kommunikation)
- Sozialisation mit anderen Tieren (Katzen, Meerschweinchen, Vögel, Pferde)
- Sozialisation mit (fremden) Menschen
- Gewöhnung an Umweltreize wie Staubsauger, Martinshorn, Fahrradklingeln, Flugzeuge, Knallgeräusche (Silvesterknaller) sowie Gewöhnung an Menschenansammlungen oder Verkehrsgetümmel

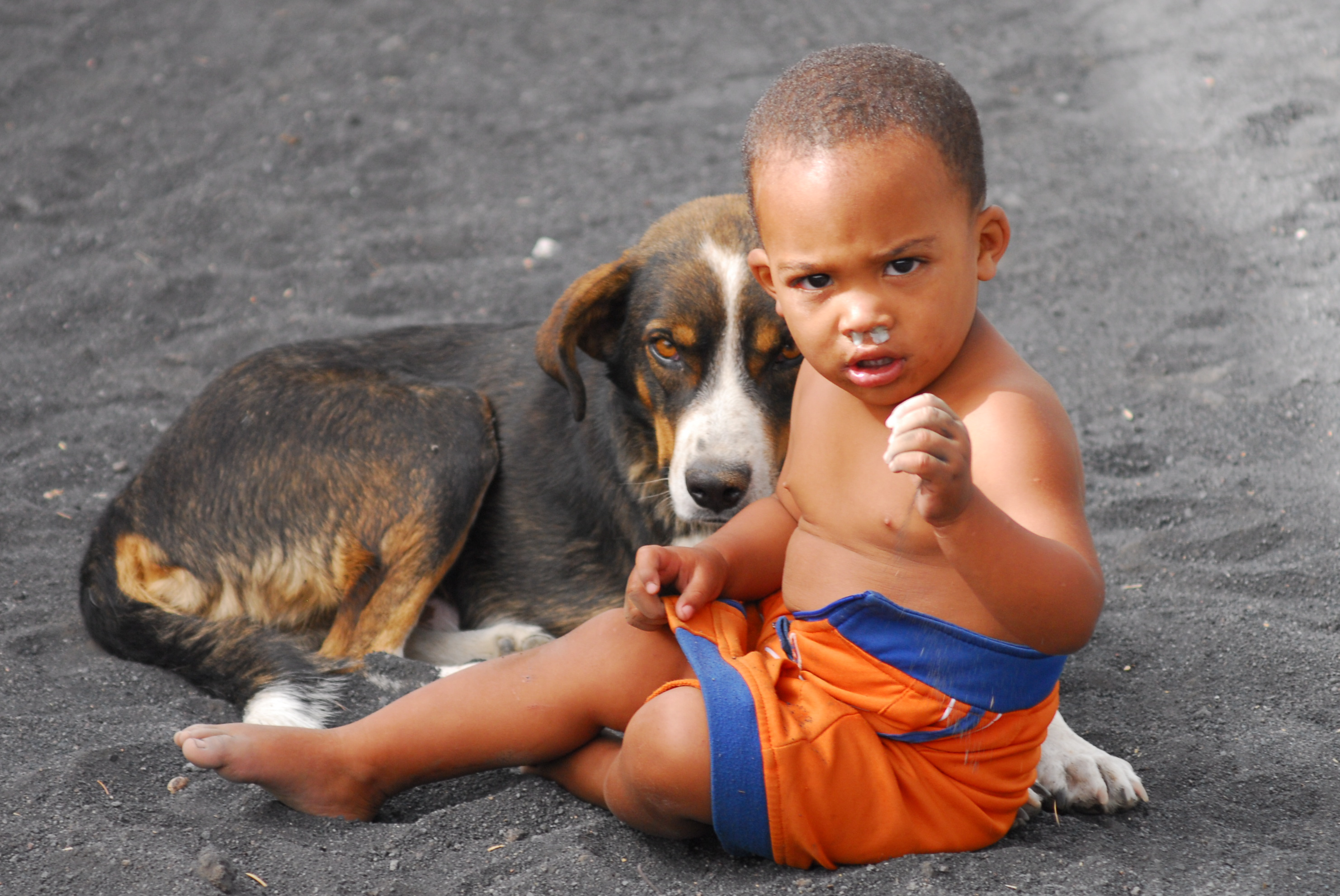
Kind mit Hund

Die wichtigste Sozialisierungsphase des Hundes erstreckt sich in etwa von der 3. bis zur 12. Lebenswoche. Grundlage ist die Ausreifung der Sinnesorgane und die Entwicklung motorischer Fähigkeiten. Die Sozialisation mit Artgenossen findet dabei mit drei bis acht Wochen etwas früher statt als die mit Menschen (5.–12. Woche). In dieser Zeit lernen Hunde neue Verhaltensweisen und entwickeln für erwachsene Hunde typische Bewegungen sowie Nahrungsaufnahme-, Kot- und Harnabsatzverhalten. Sie lernen die arteigene Körpersprache, zeigen spielerisches Bellen und Beißen, erlernen die Beißhemmung und das Lesen der menschlichen Körpersprache. Die Entwicklung jedes Hundes wird überwiegend von seiner Sozialisation und Erziehung bestimmt. Eigens hergestelltes Hundespielzeug wird mitunter als zweckmäßig angesehen. Sozialisationsprozesse, die in den ersten 14 Lebenswochen nicht stattfinden, können nicht vollständig nachgeholt werden. Ein Hund ohne Sozialisation bis zur 14. Lebenswoche ist praktisch weder erziehbar noch trainierbar. Mit der Sozialisierungsphase ist der Erwerb sozialer Fähigkeiten jedoch nicht abgeschlossen, und sie werden auch nur durch lebenslange soziale Interaktionen aufrechterhalten.
Basierend auf einer Empfehlung von Scott und Fuller von 1965 hat sich die Meinung entwickelt, dass es gut sei, Welpen spätestens im Alter von acht Wochen von Mutter und Geschwistern zu trennen. Ádám Miklósi wendet dagegen ein, es gebe keinen Grund, die Trennung derart früh vorzunehmen, insbesondere wenn der Welpe beim Züchter bessere Bedingungen für die Sozialisation habe als beim späteren Halter, da eine Sozialisation in diesem Alter der Hunde noch nicht spezifisch für bestimmte Menschen sei und Hunde, die gute Erfahrungen mit Menschen machen, sich meist später auch gut mit anderen Menschen sozialisieren lassen.

### Lebenserwartung
Große Hunde altern schneller als kleine Hunde, weshalb kleine Hunde grundsätzlich eine höhere Lebenserwartung als große Hunde haben. So können Rassen wie der Dackel ein Alter von bis zu 15 Jahren erreichen, in Ausnahmefällen gar 20 Jahre. Größere, schwere Rassen wie etwa die Deutsche Dogge werden kaum älter als 9 Jahre. Die Ursache für das schnellere Altern großer Hunderassen ist noch weitgehend ungeklärt. Diskutiert wird beispielsweise der Einfluss des insulinähnlichen Wachstumsfaktors 1 (IGF-1). Kleinere Hunde exprimieren weniger IGF-1.
Ein im IGF1-Gen vorhandener Einzelnukleotid-Polymorphismus bewirkt bei kleinen Hunden deren geringeren Wuchs und möglicherweise auch deren verzögertes Altern. Vermutlich spielt die im Vergleich zu kleinen Rassen stärkere Akkumulation von Schäden durch oxidativen Stress während der Wachstumsphase ebenfalls eine Rolle.
Laut Guinness-Buch der Rekorde liegt der Rekord für den ältesten Hund bei 30 Jahren; gehalten wird er von einem Rafeiro do Alentejo, einer portugiesischen Hunderasse.

## Hunde und Wölfe

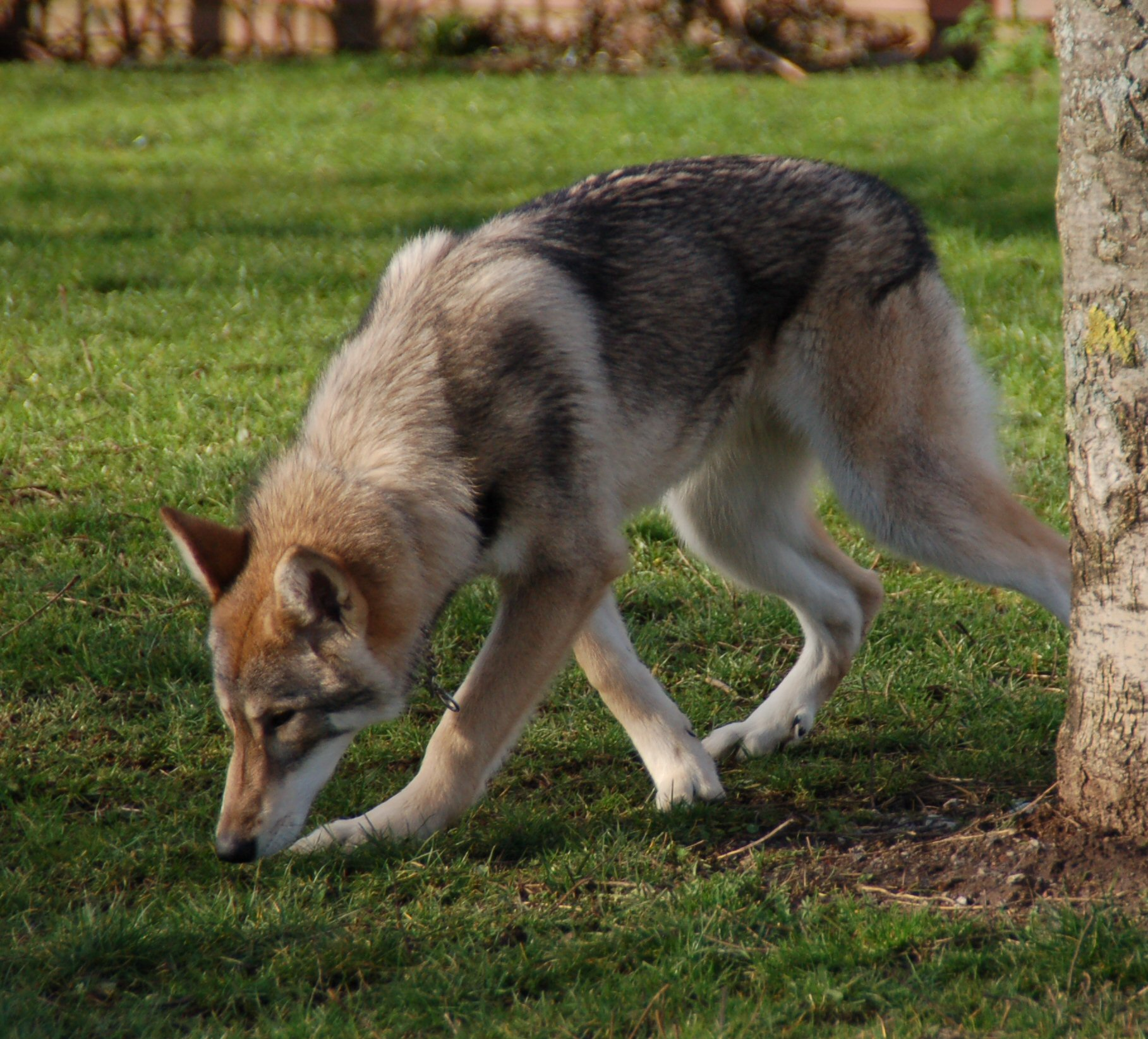
Einige Hunderassen sehen Wölfen sehr ähnlich, obwohl keine Wölfe eingekreuzt wurden, beispielsweise dieser Tamaskan

Hunde und Wölfe sind kreuzungsfähig und bringen fruchtbare Nachkommen hervor. Zu welchem Grad ein Wolf-Haushund-Hybride Hund oder Wolf ist, lässt sich nicht zwangsläufig am Äußeren feststellen, da viele Mischlinge Hunden oder Wölfen sehr ähnlich sehen und oft nur ein Gentest Klarheit über den Anteil an Wolfsgenen und Hundegenen bringen kann.
In seiner Dissertation Wölfe und Königspudel und den darauf aufbauenden Büchern beschreibt der Verhaltensforscher Erik Zimen ausführlich seine langjährigen vergleichenden Beobachtungen an Königspudeln und Wölfen sowie an deren Mischlingen (den sogenannten Puwos).
Auch in der Praxis der Hundezucht wurde immer wieder versucht, Hunderassen durch das Einkreuzen von Wölfen zu „verbessern“, wie beim Saarlooswolfhund, beim Tschechoslowakischen Wolfhund und in Italien mit dem Lupo Italiano. Die Erwartungen konnten bei allen diesen Versuchen nicht erfüllt werden.
Die Fruchtbarkeitszyklen von Wölfen und Haushunden unterscheiden sich. Daher besteht in freier Natur keine hohe Wahrscheinlichkeit von Mischverpaarungen. Wolfsrüden unterscheiden sich von Haushundrüden darin, dass sie nicht jederzeit deckbereit sind, sondern nur in der Ranzzeit so wie die Wölfinnen, die nur eine fruchtbare Phase im Jahr haben. Hündinnen kommen in der Regel zweimal pro Jahr in die Standhitze, würden aber nicht zu jeder Zeit von einem Wolfsrüden gedeckt.
Auch Verhaltensunterschiede spielen eine Rolle. Wölfe dulden in ihren Territorien normalerweise keine rudelfremden Artgenossen, also auch keinen Hund, es sei denn, eine Wölfin in der Ranzzeit ist gerade paarungsbereit und es steht kein männlicher Wolf als Paarungspartner zur Verfügung.
Manche Autoren gingen davon aus, dass die Verhaltensunterschiede zwischen Wolf und Hund zu groß seien. Im Jahr 2000 wurde allerdings die Paarung einer Schäferhündin mit einem Wolfsrüden beobachtet, aus der jedoch keine Nachkommen hervorgingen. Man nahm an, dass Vermischungen nur dort vorkommen, wo es wenige Wölfe, aber sehr viele Haushunde gibt. Die Gefahr der Hybridisierung besteht jedoch generell in allen Gebieten, in denen sich Vorkommen von echten Wölfen und freilebenden Hunden überschneiden so wie in Süd- und Osteuropa. Hybridisierung stellt im Artenschutz ein großes Problem dar, denn die Ausbreitung von Hundegenen in den nachfolgenden Generationen kann zum Erlöschen einzelner echter Wolfspopulationen führen.
In den italienischen Abruzzen und der UdSSR haben sich nachweislich Wölfe mit Haushunden vermischt, wie auch durch Erik Zimen bestätigt. Laut Dmitrij Iwanowitsch Bibikow traten auf dem Gebiet der UdSSR Wolf-Haushund-Hybriden teilweise sehr häufig auf, auch in Populationen, die nicht gelichtet waren. Ebenso wird bei der arabischen Unterart des Wolfes (Canis lupus arabs) eine Vermischung mit verwilderten Haushunden angenommen, da unter diesen Wölfen häufig braune Augen vorkommen.
Die Übertragung ansteckender Krankheiten wie Tollwut und Infektionen mit Parasiten wie Räude und dem dreigliedrigen Hundebandwurm ist zwischen Wölfen und Hunden in beiden Richtungen möglich. Da freilebende Hunde keine tierärztliche Versorgung haben, können sie sich bei anderen streunenden Hunden oder bei Wölfen anstecken und zur Verbreitung von Krankheitserregern in beiden Populationen beitragen.
Sowohl Wölfe als auch wildernde Hunde reißen Rehe und gelegentlich Weidetiere. Wenn ein freilebender Wolf Wild hetzt und reißt, wird darin eine ökologische Funktion des Wolfs gesehen. Wenn jedoch ein freilaufender Hund Wild hetzt und reißt, liegt eine Ordnungswidrigkeit nach dem Landesjagdgesetz vor. Bei Bekanntwerden verhängt die zuständige Behörde ein Bußgeld. Im Wiederholungsfalle und bei Vorsatz sieht der § 292 StGB eine Freiheitsstrafe oder eine Geldstrafe vor.

## Domestizierung

### Paläontologische und archäologische Funde

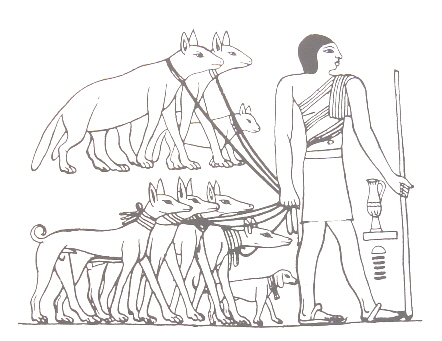
Altägyptische Darstellung

Die ältesten eindeutigen fossilen Belege für die Anpassung des Wolfes an den Menschen stammen aus dem Jungpaläolithikum. Nach einer Erhebung aus dem Jahr 2012 sind diese maximal 19.000 Jahre alt, jedoch gibt es vereinzelt Hinweise auf eine frühere Domestikation des Wolfes. Die auf ein Alter von etwa 31.500 Jahren datierten Schädel von Předmostí in Tschechien waren Teil einer Ausgrabung. Ein Forscherteam fand in der Razboinichya-Höhle im Altai-Gebirge in Sibirien einen auf ein Alter von 33.000 Jahren datierten Hundeschädel. Die Funde stützen eine 2009 veröffentlichte Forschungsarbeit von Mietje Germonpré, in der ein 36.000 Jahre alter Hundeschädel in den belgischen Höhlen von Goyet beschrieben wird.
Da aber zum Beginn der Domestikation die phänotypische Ähnlichkeit mit dem Wolf groß war, ist die Beurteilung fossiler Funde aufgrund anatomischer Merkmale schwierig. Typische, häufig mit der Domestikation in Verbindung gebrachte Veränderungen am Gebiss (Schrägstellung einzelner Zähne, kulissenartige Hintereinander-Stellung mehrerer Prämolaren) und die damit verbundene Verkürzung des Gesichtsschädels wurden bei Wolfsschädeln von verschiedenen altsteinzeitlichen Siedlungsplätzen festgestellt. Im Jahr 1975 wurde ein fossiler Wolfsschädel mit hundetypischen Merkmalen in der Razboinichya-Höhle im Altai-Gebirge gefunden, dessen Alter, bestimmt mittels der Radiokohlenstoffdatierung, rund 33.000 BP beträgt. Daneben gibt es einen weiteren Schädelfund aus der Goyet-Höhle in einem Nebental der Maas (bei Andenne, Belgien) mit Veränderungen der Schnauzenpartie, der auf 31.700 BP datiert wurde. Beide Funde werden mit dem frühen Cro-Magnon-Mensch und seinen archäologischen Kulturen (frühes Jungpaläolithikum, Aurignacien) in Verbindung gebracht. Einen etwas jüngeren Beleg bieten die bis zu 30.000 Jahre alten Canidenreste von Krems-Wachtberg in Niederösterreich, einem Fundplatz des Gravettiens. In den genannten Fällen ist die kürzere und breitere Schnauze das Resultat eines veränderten Fressverhaltens, was als Folge der Nahrungsanpassung der Wölfe an die Jagdressourcen des Menschen interpretiert wird. Eine solche monokausale Interpretation ist jedoch nicht unumstritten, da ein verändertes Fressverhalten nicht zwangsläufig mit dem Menschen zu tun haben muss. Als weitere Indizien für ein mögliches früheres Auftreten des Haushundes können auch einzelne Pfotenabdrücke aus der Chauvet-Höhle angesehen werden, die rund 23.000 Jahre alt sind und unter anderem durch die relative Verkürzung des mittleren Zehenstrahls dem Hund näherstehen als dem Wolf.
Von der jungpaläolithischen Fundstelle Eliseevichi 1 in der westrussischen Oblast Brjansk sind Hundeknochen bekannt, die auf 17.000–13.000 v. Chr. datiert werden. Die Fundstelle liegt am Sudost, einem Nebenfluss der Desna. Die Fauna wird durch das Wollhaarmammut dominiert und datiert in die letzte Stufe der Waldajeiszeit (entspricht der Weichseleiszeit Mitteleuropas). Kulturell wird sie dem Epi-Gravettien zugerechnet. Die Siedlung wurde zwischen 1930 und 1940 durch K. M. Polikarpovitch ausgegraben, wobei zwei komplette Hundeschädel gefunden wurden. Der erste lag an einer Herdstelle, ein weiterer in einer Behausung aus Mammutknochen. Die Hunde hatten eine kurze Schnauze und waren etwa 70 cm hoch. Die Schädel von Eliseevichi und vom etwa gleich alten ukrainischen Fundplatz Meschyritsch (bei Kaniw) werden allgemein als älteste domestizierte Exemplare akzeptiert. Die Domestikation kann jedoch mehrfach und regional zu unterschiedlichen Zeiten stattgefunden haben. Am französischen Magdalénien-Fundplatz von Saint-Germain-de-la-Rivière konnte anhand stabiler Isotope in Knochen von Menschen und Wölfen eine Ähnlichkeit der Diät nachgewiesen werden, die für beide durch große Herbivoren dominiert war. Da Knochen von einem der Wölfe Isotopenspuren überwiegend mariner Kost (Lachse) aufweisen, könnte das für Domestikation der Tiere um etwa 14.000 BP sprechen. Eine 2010 veröffentlichte 14C-Datierung eines Hundes vom Schweizer Kesslerloch mit deutlicher Schnauzenverkürzung ergab 12.225 ± 45 BP, das entspricht einem kalibrierten Kalenderalter von 12.327 ± 239 v. Chr. Spätestens zu dieser Zeit – im oberen Magdalénien vor etwa 14.000 Jahren – kann die Domestikation des Hundes in Mitteleuropa als gesichert gelten.
Der Kynologe Erik Zimen spricht von Hauswölfen, wenn er in der Geschichte der Domestikation der Hunde die Wölfe beschreibt, die noch nicht domestiziert sind, aber bereits mit Menschen zusammenleben und mit diesen eine soziale Beziehung eingehen.

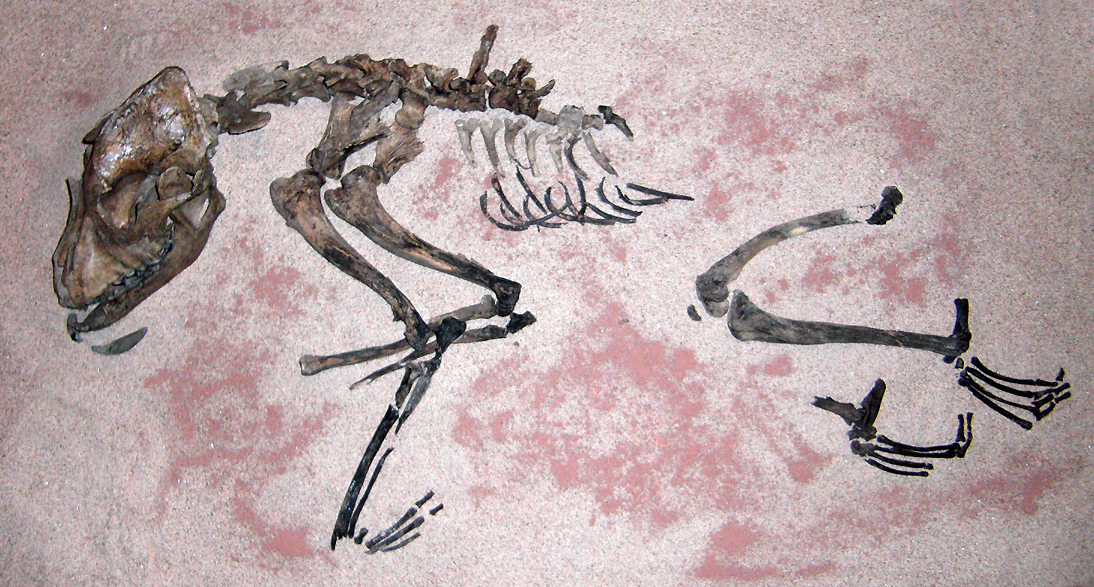
Ein mesolithisches Hundeskelett aus Almeö am See Hornborgasjön, Gemeinde Bjurum, Hundertschaft Gudhem, Gemeinde Falköping, Schweden. Das Skelett wurde im Herbst 1983 bei einer archäologischen Ausgrabung gefunden. Das Skelett ist 9.300 Jahre alt

Eindeutige Indizien der Domestizierung bieten Hunde, die mit Verstorbenen zusammen begraben wurden. Zu den ältesten Belegen dafür gehört das etwa 14.000 Jahre alte Doppelgrab von Oberkassel. Etwa zur selben Zeit ist auch im Natufien des Vorderen Orients die erste menschliche Bestattung mit Hund nachgewiesen, an einem Fundplatz auf der Hayonim-Terrasse im Norden Israels. Etwas jüngere Belege bieten das etwa 10.000 Jahre alte Grab von Ushki-1 (Kamtschatka), Ust’-Belaia (Sibirien) sowie die Fundplätze Vlasac und Lepenski Vir am Eisernen Tor (Serbien, Frühmesolithikum). Im Mesolithikum sind Hundebestattungen auch in Nordeuropa verbreitet, z. B. der 9.300 Jahre alte Almeö-Hund und in der jüngeren Ertebølle-Kultur (Wohnplatz Skateholm, Schweden).
Zu den ältesten Hunden, die auf dem amerikanischen Kontinent gefunden wurden, gehört ein Fund aus Texas, der mit der 14C-Methode auf 9.300–9.400 BP datiert wurde. Das Knochenstück wurde bereits in den 1970er Jahren in einer prähistorischen Abfallgrube der Hinds Cave am unteren Pecos River gefunden, aber erst 25 Jahre später naturwissenschaftlich untersucht. Die Schlussfolgerung des Autors der Studie, der Hund aus der Hinds Cave müsse von Menschen gegessen worden sein, gründet sich auf die Fragmentierung des Knochens und die Lage in menschlichen Exkrementen. Die DNA belegt darüber hinaus die Abstammung von eurasischen Populationen ohne Hinweis auf Einkreuzen amerikanischer Wölfe.
Weitere Beispiele sind drei Funde aus Illinois (zwei aus der Fundstätte Koster und einer aus Stilwell II), die 2018 neu auf ein Alter von ca. 10.000 Jahren datiert wurden.
Der bislang vorletzte Fund ist PP-00128, ein 10.150 Jahre altes Fragment vom Kopf eines Oberschenkelknochens eines Hundes, aus der Höhle Lawyer’s Cave auf dem Festland östlich von Wrangell Island in Südost-Alaska.
Der zuletzt bekannt gewordene Fund hat gleichzeitig das älteste Datum: An einer 1978 gefundenen Stelle in Nacaome, Nordost-Costa Rica, wurde ein in Grabungen ab den 1990er Jahren zu Tage geförderter Kieferknochen jüngst (Oktober 2021) als von einem Hund (und nicht, wie ursprünglich gedacht, von einem Kojoten) stammend identifiziert. Die Datierung ergab ein Alter von 12.000 Jahren.
Allgemein wird davon ausgegangen, dass die vorkolumbianischen Hunde Amerikas (auf englisch auch native american dogs oder precontact dogs genannt), zusammen mit der ersten menschlichen Besiedlung Amerikas vor etwa 14.000 bis 15.000 Jahren von Ostsibirien nach Nordamerika gelangt sind, da sie in Sibirien aufgrund oben genannter Grabfunde zu dieser Zeit bereits als Begleiter des Menschen belegt sind.
Weit verbreitet war der Haushund in Kulturen der Jungsteinzeit, wo er zum Teil schon separat bestattet wurde. Bereits aus der ersten bäuerlichen Kultur Mitteleuropas, der Bandkeramik (seit 5500 v. Chr.), gibt es Hunde in Gräbern und Siedlungen, wie zum Beispiel im schwäbischen Vaihingen an der Enz. Es handelt sich dabei nicht um wolfsähnliche Hunde, sondern mittelgroße Rassen. In der bandkeramischen Siedlung von Zschernitz in Sachsen wurde im Jahre 2003 ein separat bestatteter Torfhund (Canis palustris) gefunden. Auch der nahezu vollständig erhaltene Torfhund von Burlage wurde zunächst für prähistorisch gehalten. Neuen Radiokohlenstoffdatierungen zufolge starb dieser Hund jedoch erst in der Neuzeit, zwischen 1477 und 1611.
Im Alten Ägypten wurden neben Menschen und Katzen auch Hunde mumifiziert.
Der älteste bekannte, aufgrund der Bissspuren sicher als solcher anzusprechende Hundenapf stammt aus der Zeit um Christi Geburt und wurde in einer Hundebestattung in Mayen gefunden.

### Genetische Belege
Erste Vergleichsstudien zur mitochondrialen DNA von Wölfen und Hunden in den 1990er Jahren kamen zum Schluss, dass ihre Domestizierung bereits vor mehr als 100.000 Jahren begonnen und mehrfach unabhängig voneinander stattgefunden habe. Nach einer genetischen Berechnung sollen sich Hund und Wolf vor mindestens 135.000 Jahren getrennt haben, also im frühen Jungpaläolithikum. Diese Zeitspanne wird in neueren Studien in Frage gestellt, da sie auf reinen Hochrechnungen der molekularen Uhr beruht.
Gemäß einer 2004 publizierten Studie der DNA können alle Hunderassen vier verschiedenen Domestikationsereignissen zugeordnet werden. Eine Untersuchung der mitochondrialen DNA aus dem Jahre 2009 ergab, dass weltweit alle Hunderassen einen gemeinsamen Genpool haben, der sich in 10 Haplotypen unterteilen lässt. Die gesamte genetische Bandbreite findet sich jedoch nur bei Hunden in China, südlich des Flusses Jangtse, woraus auf diese Region als Ausgangspunkt der Domestizierung geschlossen wird. Anhand der molekularen Uhr wurde die Domestizierung in dieser Region auf höchstens 16.300 Jahre vor heute datiert, wobei der Genpool auf mindestens 51 weibliche Wölfe zurückgehe. Eine ostasiatische Herkunft des Haushundes war bereits zwei Jahre zuvor in einer Analyse vermutet worden. Unterstützung fand diese Ansicht durch eine Untersuchung der Y-Chromosomen von 151 männlichen Hunden aus aller Welt. Hier ließ sich ein südostasiatischer Ursprung ermitteln, da nur das Erbgut der Hunde aus Südostasien die volle Bandbreite der möglichen Varianten zeigt. Die Autoren schlussfolgerten, dass alle heutigen Hunde von 13 bis 24 Wolfsvätern abstammen. Zudem fanden sich nur spärliche Hinweise auf spätere Rückkreuzungen von Hunden mit Wölfen in anderen Regionen.
Dem gegenüber kommt eine 2013 publizierte Untersuchung der mitochondrialen DNA zu der Schlussfolgerung, dass der Ursprung der Domestikation im pleistozänen Europa zu suchen sei, in einem Zeitfenster zwischen 32.000 und 18.000 Jahren vor heute. Die Studie bezog auch erstmals Fossilfunde von 18 jungpleistozänen Caniden aus Eurasien und Amerika mit ein. Demnach können die Haushunde auf vier verschiedene Kladen aufgeteilt werden (Klade A bis D). Die jungpleistozänen Haushunde stehen den Kladen A (amerikanische Fossilfunde) und C (eurasische Fossilreste) nahe. Dabei fand auch der bereits erwähnte 33.000 Jahre alte Wolfsschädel aus der Razboinichya-Höhle im Altai Berücksichtigung, dessen genetisches Profil im gleichen Jahr zusätzlich in einer weiteren Analyse separat veröffentlicht wurde. Hierin ließ sich eine größere Übereinstimmung mit heutigen Hunden als mit Wölfen feststellen, womit die älteste DNA eines Wolfsschädels mit Domestikationsmerkmalen vorliegt. Innerhalb der vier Kladen ist dieser Fund enger an Klade D geknüpft. Allerdings waren in der Studie keine ostasiatischen fossilen Haushundreste eingeschlossen. Den Autoren zufolge müssten diese bei einem vermuteten Ursprung in dieser Region eine äußerst basale Position zu den vier Kladen aufzeigen. Die ältesten Fossilhinweise auf Haushunde in Ostasien sind rund 13.000 Jahre alt. Unter Hinzuziehung weiterer Fossilreste, so von rund 14.000 Jahre alten Funden aus Apulien in Italien, konnten im Jahr 2020 die zuvor getätigten Aussagen zu einem europäischen Ursprung reproduziert werden.
Fossilfunde kleiner Hunderassen sind vor 12.000 Jahren erstmals im Vorderen Orient belegt. Der Wachstumsfaktor IGF1 an heutigen kleinen Hunderassen lässt aus genetischer Sicht auf die Abstammung aus dieser Region schließen, was als Folge der Domestizierung des orientalischen Wolfs gedeutet wird.
Die von Theophil Studer aufgestellte und noch von Konrad Lorenz vertretene Hypothese, dass der Hund mindestens teilweise vom Goldschakal (Canis aureus) abstamme, ist anhand von DNA-Analysen widerlegt worden.
Weiteres zu Abstammungstheorien des Haushundes siehe Hauptartikel Urrasse und Urhund.

## Nutzung

### Gebrauchshunde

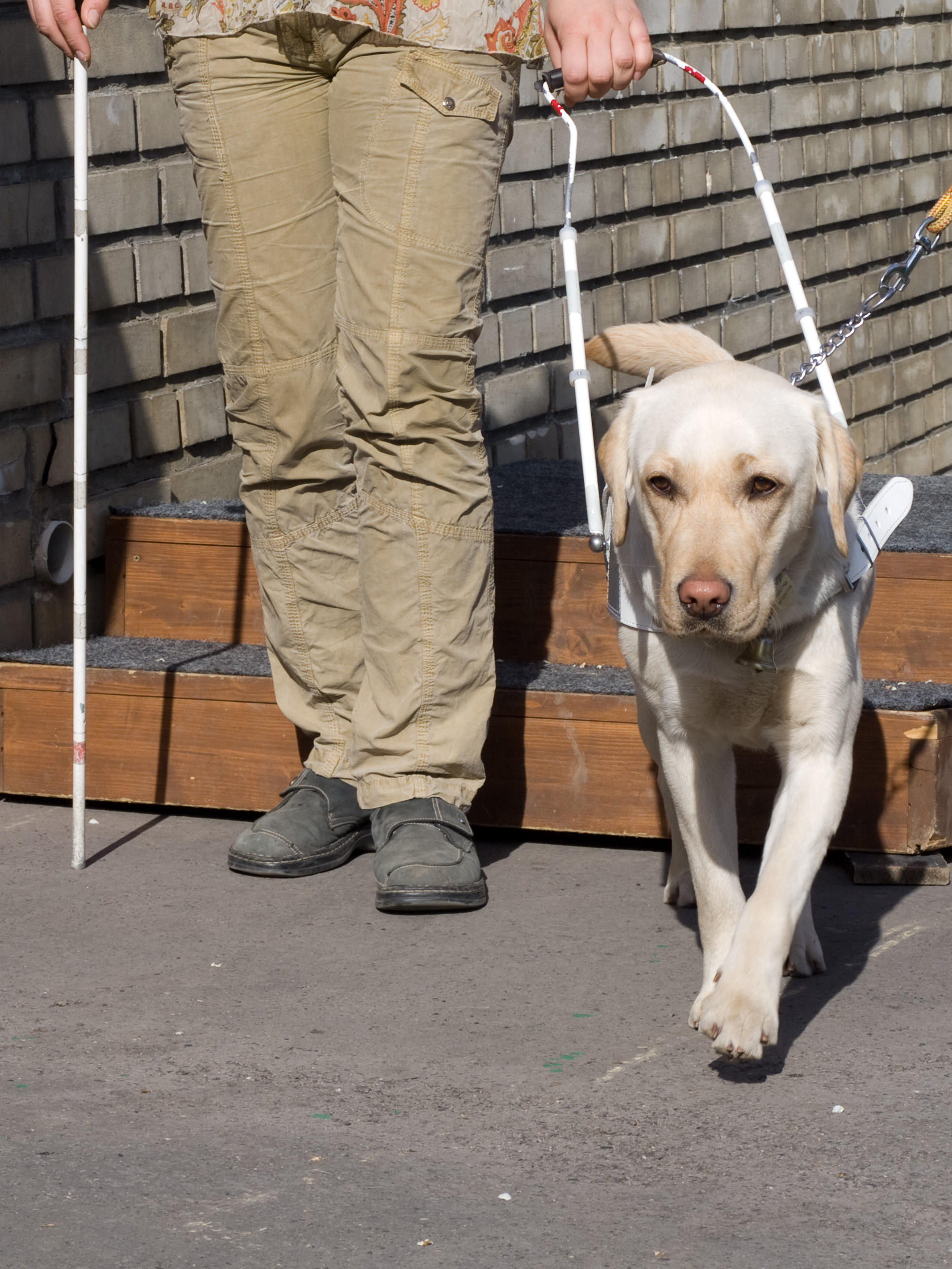
Blindenführhund

Unter Gebrauchshunden versteht man Hunde, die für Menschen Dienste oder Arbeiten verrichten, gewissermaßen „berufstätige“ Hunde. Ein Beispiel sind die landläufig Polizeihunde genannten Hunde im Behördendienst, wo ihr feiner Geruchssinn zur Spurensuche, zum Auffinden von Drogen, Sprengstoffen sowie Menschen (vermisste Kinder, hilflose Personen, entflohene Tatverdächtige, Sträflinge oder Leichen) eingesetzt wird. Differenzierungshunde können Menschen anhand des Körpergeruchs sicher einer separaten Geruchsprobe zuordnen und dadurch identifizieren. Andere Diensthunde dienen auf Streife als Schutz und zur Bewachung.
Einige Hunderassen eignen sich als Blindenführhunde (wohl eine der schwierigsten Aufgaben unter den „Hundeberufen“) oder als Assistenzhunde für Menschen mit anderen körperlichen oder geistigen Einschränkungen. Manche Hunde können auch als Rettungshunde oder Therapiehunde ausgebildet werden. Gehörlosen und Schwerhörigen erleichtert ein Signalhund den Alltag.
Die Verwendung als Gebrauchshund, heute zahlenmäßig nur eine Randerscheinung, ist wohl die ursprünglichste Form der Hundehaltung. Am Anfang stand die Hilfe bei der Jagd, sowohl beim Aufspüren und Aufjagen als auch beim Erlegen der Tiere. Bei Aborigines, die teilweise auch von Hunden begleitet wurden, stand dagegen im Vordergrund, dass Menschen und Hunde sich in den kalten Wüstennächten aneinander wärmen. Eine besondere Jagdzusammenarbeit gibt es vielfach nicht, die Hunde wurden mit Essensresten ernährt.

### Jagdhunde
Die Begleitung bei der Jagd war wahrscheinlich die erste und über lange Zeit wichtigste Nutzung von Hunden. Die dazu notwendigen Fähigkeiten und Fertigkeiten hatten die Tiere von ihren Vorfahren, den Wölfen, geerbt, so dass dazu keine besonderen züchterischen Leistungen nötig waren. Erst viel später wurden spezielle Jagdhundrassen gezüchtet. Für die Treibjagd benötigte man beispielsweise Hunde, die schnell laufen konnten, während kleine Hunde (Dackel oder Dachshund, Terrier) leicht in Fuchs- oder Dachsbaue eindringen konnten.

### Hirtenhunde

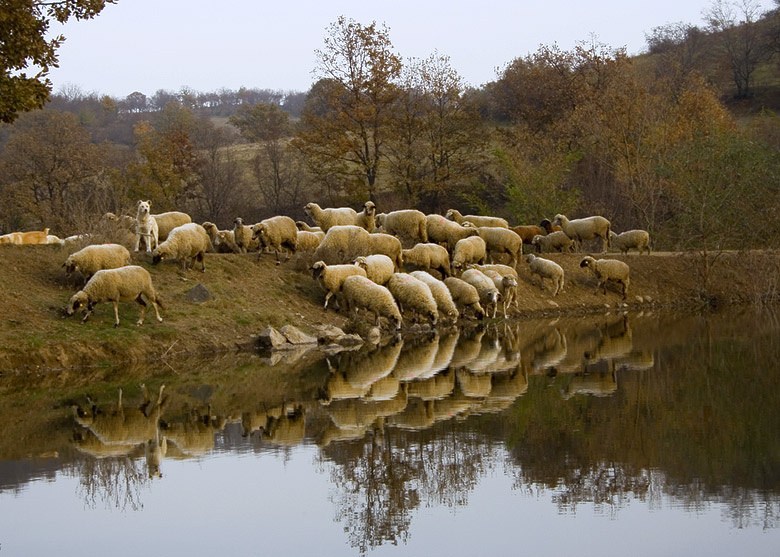
Hund mit Schafherde

Indem die Menschen sesshaft wurden und verstärkt Landwirtschaft und Viehzucht betrieben, wurden Hunde auch verstärkt zum Bewachen von Hof, Haus und Herden eingesetzt. Für die Auswahl der geeigneten Tiere als Hirtenhunde wurde ihr natürlicher, auf den Wolf zurückgehender Trieb ausgenutzt, das Rudel zusammenzuhalten.

### Wachhunde
Eine wichtige Aufgabe von Hunden, die zunehmend an Bedeutung verliert, ist die Bewachung von Objekten oder Vieh. In den Städten waren es naturgemäß eher die kleinen Hunderassen wie der Spitz, während auf dem Land wegen der höheren Abschreckungswirkung auch große Hunderassen zum Einsatz kamen. Häufig wurden jeweils zwei Hunde gehalten: kleine Hunde, die über eine niedrige Reizschwelle verfügten und das Herannahen eines Fremden meldeten, sowie große Hunde, die bereit waren, Haus und Hof zu verteidigen, die Hofhunde. Auch die Herdenschutzhunde gehören zu den Wachhunden und werden heute teilweise zur Objektbewachung eingesetzt wie zum Beispiel der Kangal in der Türkei.

### Zugtier und Transporte
Die Nutzung von Hunden als „Zugtier des armen Mannes“ ist zumindest vom Mittelalter bis in das 20. Jahrhundert hinein verbürgt. In Niemegk, damals Kreis Zauch-Belzig in der Mark Brandenburg, wurden Hundewagen, beispielsweise bei der Heuernte, von kleinen Bauern nach dem Krieg 1870/71 noch bis etwa zur Verstaatlichung der Landwirtschaft durch die DDR benutzt. In nördlichen Ländern werden Hunde wie der Husky oder der Samojede auch heute noch als Schlittenhunde eingesetzt.
Hunde als Zugtier vor Schlitten und schrittweise als Fleischlieferant spielten eine entscheidende Rolle bei der Erreichung des Nordpols 1909 und des Südpols 1911 durch den Menschen.
Hunde dienten seit der Antike in Kriegen, insbesondere dem Ersten Weltkrieg, für Meldedienste, Munitionszubringer in Schützengräben und anderes. Es wird auch von einem Hund berichtet, der dafür via Fallschirmsprung ankam.

### Freizeitgestaltung

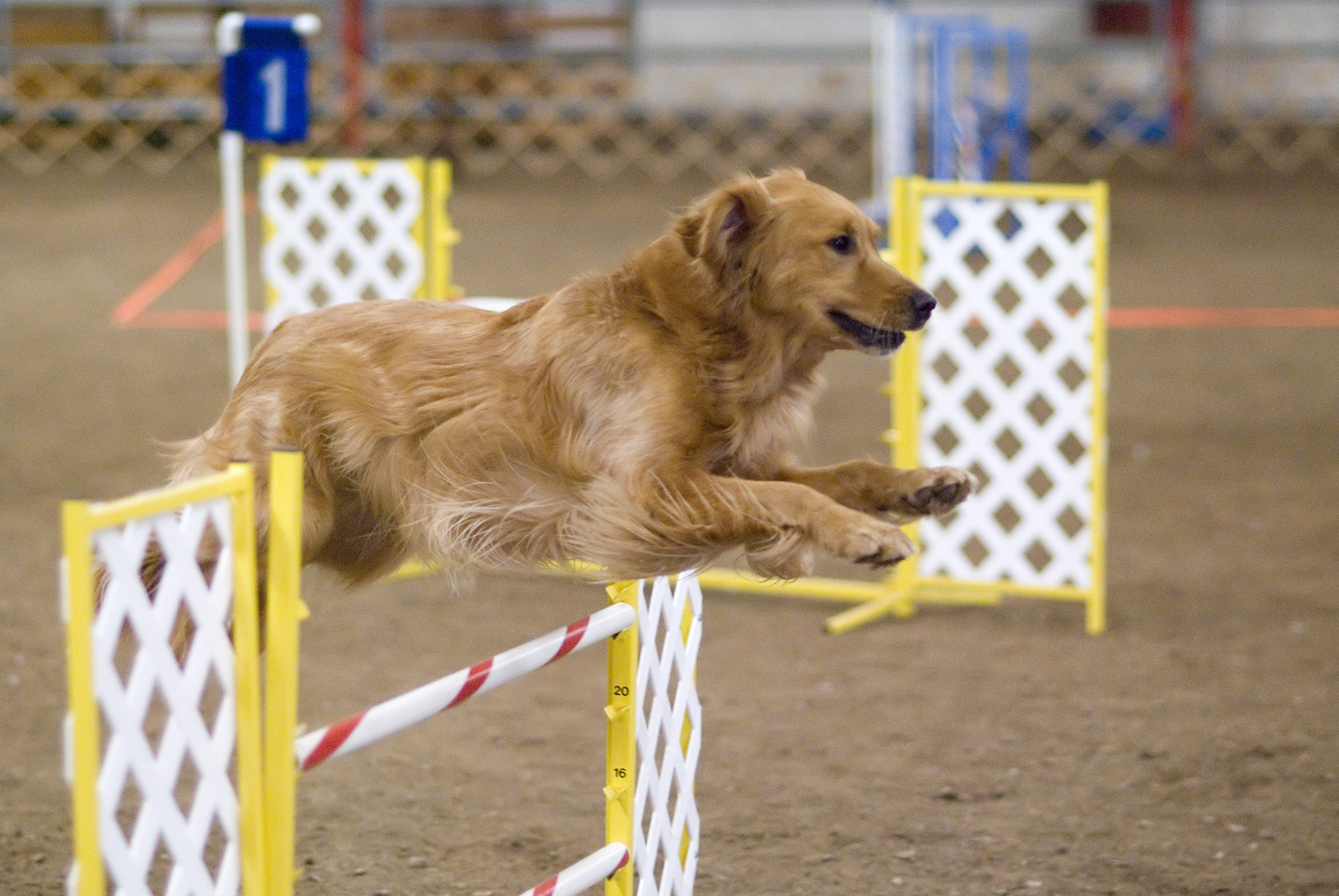
Hund beim Agility

Aufgrund seiner sozialen Anpassungsfähigkeit ist der Haushund das mit dem Menschen am vielfältigsten verbundene Haustier. So verbringen viele Menschen heute mit ihrem Hund ihre Freizeit und betreiben dabei auch Hundesport. Nicht selten fungieren die Tiere sogar als einzige soziale Beziehung ihres Besitzers. Es kommt durch die hierbei häufig auftretende Vermenschlichung der Hunde oft zu gravierenden Haltungsfehlern, wobei die natürlichen Bedürfnisse der Tiere missachtet werden.

### Modellorganismus in der Forschung
Hunde werden in der medizinischen Forschung als Versuchstiere eingesetzt. Einerseits werden an ihnen tiermedizinische Medikamente erprobt, andererseits werden sie auch für pharmakologische und toxikologische Tests und in der physiologischen Forschung verwendet, wobei vor allem speziell zu diesem Zweck gezüchtete Beagles zum Einsatz kommen.
In den letzten Jahren ist auch der als Heimtier gehaltene Hund zu einem beliebten Modellorganismus für die epidemiologische und genetische Forschung geworden. Vorteile des Hundes als Modell für diese Fragen sind sein enges Zusammenleben mit dem Menschen, das zu ähnlichen Umweltbedingungen wie bei diesem führt, die gute Verfügbarkeit medizinischer und genetischer Informationen, die große Variabilität in Körpergröße und Körperbau, die Verfügbarkeit vieler weitgehend reinerbiger Inzuchtlinien in Form von Hunderassen und die sehr gute Datenlage zu Erbkrankheiten und molekulargenetischen Informationen.
Für die interdisziplinäre Forschung am Hund hat sich neben dem älteren Begriff der Kynologie in der wissenschaftlichen Fachsprache auch der englische Begriff der Canine Science (dt. Wissenschaft vom Hund oder Hundewissenschaft) etabliert.

### Kleidungslieferant
Besonders im nördlicheren Asien wurde das Fell des Hundes zu Pelzbekleidung verarbeitet; außerdem wurde noch Anfang des 20. Jahrhunderts das Hundeleder genutzt, beispielsweise für Handschuhe. In Brasilien werden Hundefelle, insbesondere die der Dackel, zum Bespannen einer Reibetrommel (Cuíca) verwendet. Hundefell wurde auch in Europa gehandelt, oft unter Phantasienamen wie „Gaewolf“, oder das Produkt wurde nur als „echter Pelz“ deklariert. Seit dem 31. Dezember 2008 sind Handel und Import von Katzen- und Hundefellen in der EU verboten.
Vor der Einführung des Schafs in Nordamerika war Hundehaar dort die wichtigste Textilfaser; seine Verwendung in Textilien ist auch in prähistorischen Funden aus Skandinavien belegt. Die Verwendung ist heute auf den Hobbybereich beschränkt.

### Fleisch- und Arzneimittellieferant
Hundefleisch wird in einigen Ländern gegessen und in der Gastronomie angeboten, zum Beispiel in Korea, Vietnam und einigen südlichen Provinzen Chinas wie Guangdong sowie in Teilen Afrikas. Allerdings hat sich in vielen Kulturen ein Nahrungstabu herausgebildet, das den Verzehr verbietet. In Deutschland und vielen anderen Ländern gilt Hundefleisch per Gesetz nicht mehr als Nahrungsmittel und darf auch nicht gehandelt oder in den Verkehr gebracht werden.

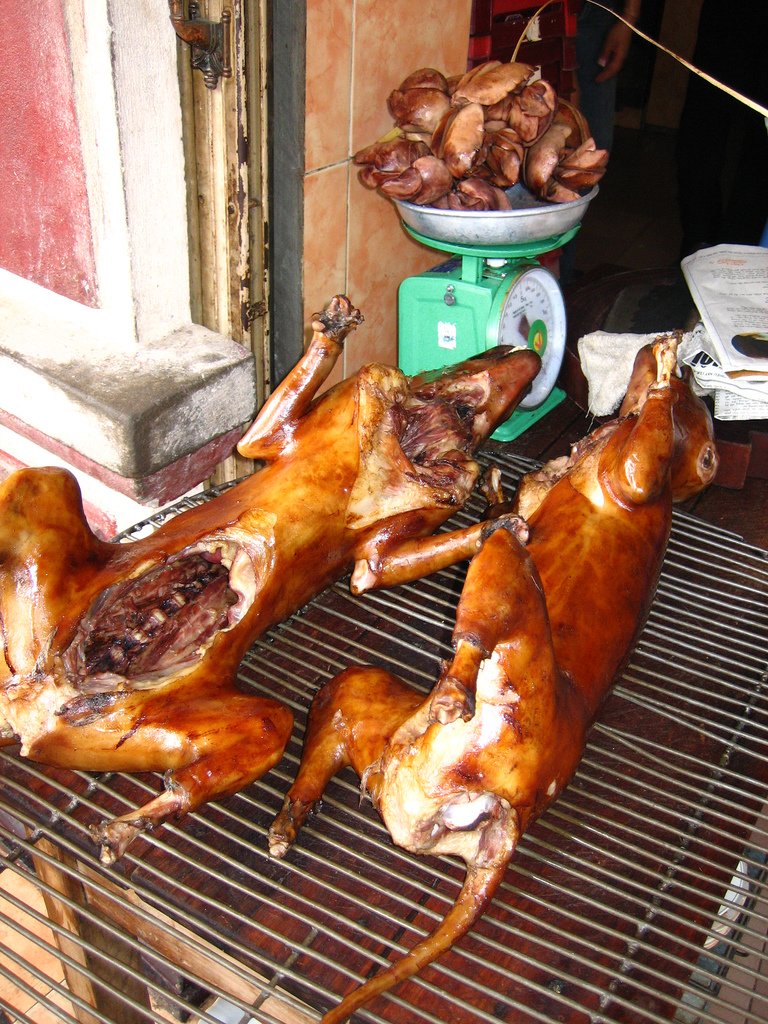
Hundefleisch in Hanoi

Von Hundefett (pinguedo canis bzw. axungia canis) nahm man vom Mittelalter bis in die Neuzeit an, dass es bei der Behandlung von Gelenkerkrankungen und bei Atemwegserkrankungen hilfreich sei, und verwendete es entsprechend.
Im Mittelalter wurden zu Asche verbrannte Hundeknochen zur Verwendung als Blutstillmittel (Adstringens bzw. Hämostatikum) zur Behandlung von Durchfällen und Blutungen benutzt, oft als Ersatz für die wertvollere, aus gebranntem Elfenbein hergestellte Knochenasche (Spodium).

## Zucht
Im Verlauf der Mensch-Hund-Beziehung haben sich, regional und nach den Umwelt- und Lebensbedingungen, unterschiedliche Hunderassen herausgebildet. Die Spannweite der Körpergrößen ist so groß wie bei keinem anderen Landwirbeltier. Der Mensch hat es verstanden, den Hund für unterschiedliche Aufgaben durch Züchtung und entsprechende Hundeerziehung zu nutzen. Die Fédération Cynologique Internationale (FCI) ist die größte internationale Dachorganisation, die Festlegungen ihrer nationalen Mitgliedsorganisationen zu Rassestandards koordiniert und publiziert sowie Regeln zur Hundezucht festlegt.
In Deutschland obliegt die rassespezifische Ausgestaltung der Zuchtzulassungsprüfung dem VDH sowie den Rassehunde-Zuchtvereinen. Sie beinhaltet eine Zuchttauglichkeitsprüfung.
Einige Hunderassen sind besser für die Abrichtung zum Gebrauchshund geeignet. Je nach Einsatzgebiet, wird insbesondere auf Eigenschaften wie einen besonders feinen Geruchssinn, Schutztrieb und Folgsamkeit geachtet. Die folgenden Rassen werden als Diensthunde für Polizei oder Militär, bzw. Schutz-, Hüte-, Begleit- und Therapietiere ausgebildet: Airedale Terrier, Bouvier des Flandres, Belgischer und Deutscher Schäferhund, Dobermann, Deutscher Boxer, Hollandse Herdershond, Hovawart, Riesenschnauzer und Rottweiler.

### Urtümliche Hunde

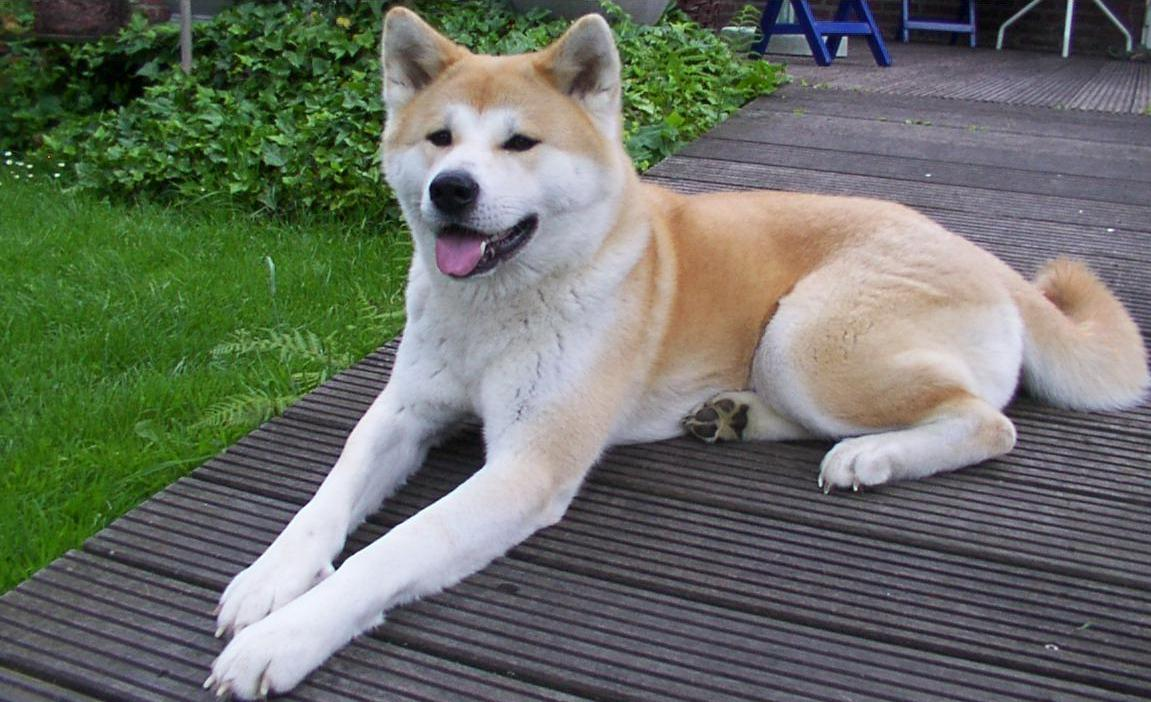
Der Akita zählt zu den ältesten Hunderassen

In vielen Ländern existieren Hunderassen, die phänotypisch weitgehend den ersten domestizierten Hunden entsprechen. Nach einer Unterteilung der Gesellschaft für Haustierforschung gehören dazu die Paria- bzw. Schensihunde, wie sie zum Beispiel in der Äquatorialgegend Afrikas anzutreffen sind. Es sind Hunde, die sich lose den Menschen angeschlossen haben und als Abfallfresser toleriert werden. Das Verhalten solcher Hunde gilt als erster Schritt der Domestikation, geschichtlich folgte die bewusste Zucht nach gewünschtem Verhalten und wesentlich später auch nach Ästhetik.
Die FCI führt urtümliche Hunderassen in der Gruppe 5 „Spitze und Hunde vom Urtyp“ in den Sektionen 6 bis 8.

### Einteilung der Zuchthunderassen

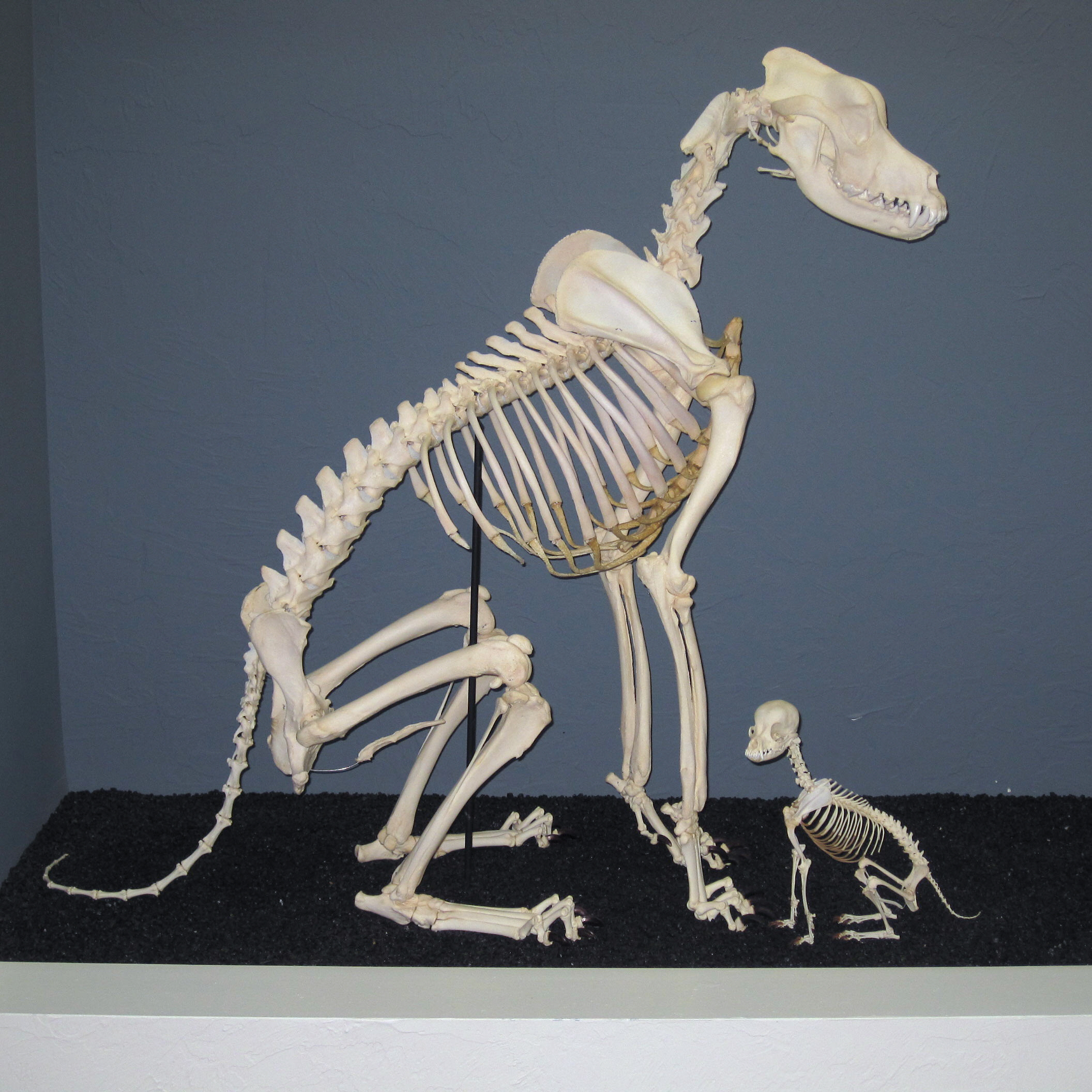
Skelett einer Deutschen Dogge neben dem Skelett eines Chihuahuas

Eine Systematik von Zuchthunderassen muss im Zusammenhang mit der Entwicklung der Naturwissenschaft auf der einen Seite und der Zucht selbst auf der anderen Seite betrachtet werden. Für die Einteilung von Rassen war lange das äußere Erscheinungsbild entscheidend. Abhängig von diesem wurden äußerlich ähnliche Tiere von anderen abgegrenzt und als Rassen bezeichnet. Parallel dazu entwickelte sich die Zucht von Haushunden. Hier lag das Hauptaugenmerk auf der zweckbezogenen Zucht. Hunde hatten Aufgaben, für die sie gezüchtet wurden. Die Tiere, die für die jeweilige Verwendung am geeignetsten waren, wurden zur Zucht verwendet. Die Zucht war also vorwiegend auf einen Verwendungszweck gerichtet, hinter dem das Erscheinungsbild zurücktrat. Auch daraus ergab sich eine Einteilung von Rassen – Tiere, die für den gleichen Zweck gezüchtet wurden, wurden zu Rassen zusammengefasst. Daneben spielte der Aspekt der regionalen Herkunft der Hunde eine Rolle für deren Zuordnung zu Rassen. All diese Aspekte spiegeln sich in den heutigen Systematiken von Rassen.
Vornehmlich nach ihrem Verwendungszweck werden folgende Hundetypen unterschieden:
- Hirtenhunde (wie die Sennenhunde), die den Hirten bei der Arbeit halfen, darunter spezialisierte Hütehunde (beispielsweise Altdeutsche Hütehunde, Collie, Border Collie), Treibhunde (beispielsweise Appenzeller Sennenhund) und Herdenschutzhunde (beispielsweise Kuvasz)
- Hofhunde (beispielsweise Hovawart) und Wachhunde (beispielsweise Deutsche Spitze)
- Stallhunde (beispielsweise Pinscher und Schnauzer) (Siehe auch: Rattler – rattenjagende Hunde)
- Gesellschaftshunde (beispielsweise Havaneser, Papillon) und Begleithunde
- hochspezialisierte Jagdhunde für unterschiedliche Aspekte der Jagd: Vorstehhunde, Stöberhunde, Schweißhunde, Retriever, Erdhunde, Saupacker, Bracken sowie Laufhunde, die in der Meute jagen, wie der Beagle
- Windhunde wie der Azawakh

Die moderne Zucht von Haushunden als Rassehundezucht ist verglichen mit dem Zeitraum der Domestizierung der Haushunde extrem jung. Sie begann erst Mitte des 19. Jahrhunderts mit der zunehmenden Industrialisierung, hat ihren Ausgangspunkt in den höchstentwickelten Industrieländern und hängt zusammen mit den Erkenntnissen über die Gesetze der Vererbung. Erst dort begann eine systematische Zucht mit dem Ziel, bestimmte äußere Merkmale zu erreichen, und es wurden einheitliche Rassen gezüchtet. Die Zucht wurde in Zuchtbüchern und Ahnentafeln dokumentiert. Ausgangspunkt dieser Zucht waren aber zweckbezogen gezüchtete Hunde. So teilt man Rassen heute unter verschiedenen Aspekten ein. Die Problematik dieser Systematik besteht darin, dass sich im Laufe der Zucht sowohl der ursprüngliche Verwendungszweck einer Rasse als auch deren äußeres Erscheinungsbild ändert. Eine regionale Zuordnung von Zuchthunden ist meist gar nicht mehr möglich.
Eine kynologische Systematik der Hunderassen wird von der Fédération Cynologique Internationale (FCI) gepflegt. Von ihr werden derzeit 344 Rassen anerkannt. Diese Systematik ist eine historisch gewachsene und berücksichtigt nicht den Grad der genetischen Verwandtschaft zwischen den einzelnen Rassen. Im FCI-System werden alle anerkannten Hunderassen in 10 Gruppen eingeteilt, die wiederum in verschiedene Sektionen unterteilt sind:

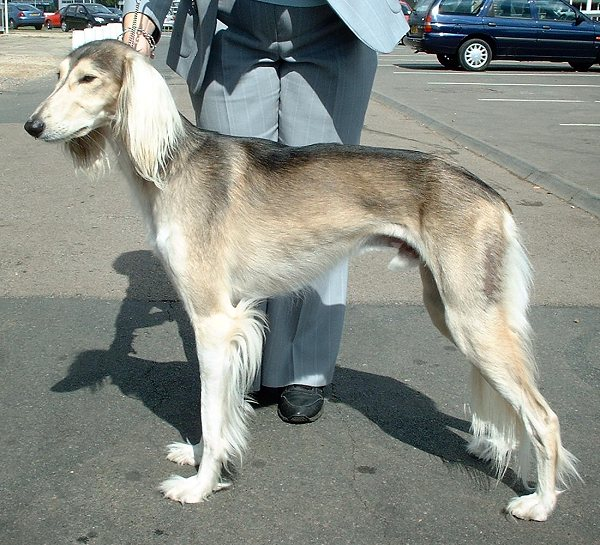
Saluki, eine Windhundrasse. Auch diese Rasse wurde ursprünglich zur Jagd gezüchtet

- Gruppe 01: Hütehunde und Treibhunde (ausgenommen Schweizer Sennenhunde)
- Gruppe 02: Pinscher und Schnauzer – Molossoide – Schweizer Sennenhunde und andere Rassen
- Gruppe 03: Terrier
- Gruppe 04: Dachshunde
- Gruppe 05: Spitze und Hunde vom Urtyp
- Gruppe 06: Laufhunde, Schweißhunde und verwandte Rassen
- Gruppe 07: Vorstehhunde
- Gruppe 08: Apportierhunde – Stöberhunde – Wasserhunde
- Gruppe 09: Gesellschafts- und Begleithunde
- Gruppe 10: Windhunde

Daneben gibt es in der FCI-Systematik eine Reihe sogenannter vorläufig angenommener Rassen.
Außerhalb dieser Systematik gibt es zahlreiche von der FCI nicht anerkannte Rassen sowie eine Reihe als ausgestorben geltender Rassen wie Basset d’Artois, Braque Belge und Harlekinpinscher, die aus der FCI-Systematik gestrichen wurden.

### Einige Hunderassen
Zu den kleinsten anerkannten Hunderassen gehört der Chihuahua (FCI-Nr. 218) mit einem Gewicht von 0,5 bis 3,0 kg und einer Widerristhöhe von unter 20 cm; zu den größten Hunderassen zählen die Deutsche Dogge (FCI-Nr. 235) mit einer Widerristhöhe von mindestens 80 cm bei Rüden und der Irish Wolfhound (FCI-Nr. 160) mit bis zu 95 cm. Zu den seltenen Rassen zählt der Curly Coated Retriever oder auch der aus chinesischer Abstammung hervorgehende und seit mehr als 2000 Jahren dokumentierte Shar Pei.

### Qualzuchten

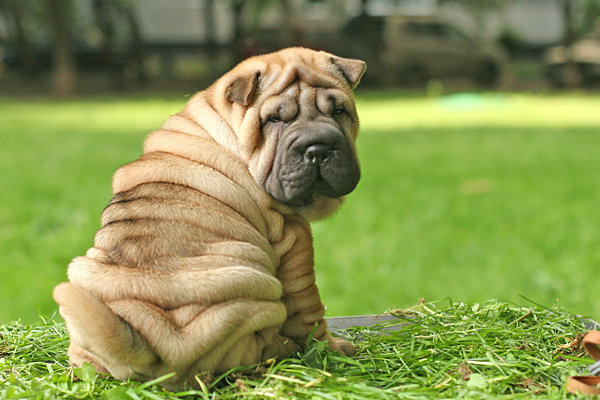
Übermäßige Hautfaltenbildung bei einem Shar-Pei-Welpen

Bei einigen Rassen geht die Zucht so weit, dass die Hunde gesundheitliche Probleme wie Kurzatmigkeit oder Augenprobleme erleiden oder der Geburtsvorgang nicht mehr natürlich ablaufen kann, wie bei der Englischen Bulldogge. Bei anderen wurden die natürlichen Merkmale maßlos übertrieben, wie beispielsweise Faltenbildung beim chinesischen Shar Pei oder Anpassung der Fellstruktur. Derartige Zuchtziele bezeichnet man heute als Qualzucht. Im Jahre 2008 veröffentlichte die BBC ihre Dokumentation Pedigree Dogs Exposed, in der fragwürdige Zuchtmethoden erstmals einer breiteren Öffentlichkeit bekannt gemacht wurden. Dies führte auch im deutschsprachigen Raum zu Reaktionen, die sich in politischen Bemühungen für eine Abwendung von der Qualzucht äußerten. In den Niederlanden ist seit 2019 die Zucht von kurzschnäuzigen Hunden, wie dem Mops verboten. Im Gespräch ist seit 2023 auch ein Haltungsverbot.

### Genetische Defekte
Bei allen Hunderassen und Mischlingen ist die Gefahr genetischer Defekte gegeben. Diese werden besonders durch die ständige Einkreuzung des gleichen Genmaterials begünstigt, wie es bei der Zucht in isolierten Gebieten, wie Inseln, der Fall ist (genetischer Flaschenhals). Aber auch zur Erreichung von Zuchtzielen wurden und werden manchmal genetische Defekte bewusst ausgenutzt oder in Kauf genommen. Bekannt sind hier beispielsweise Hüftgelenksdysplasie (HD), Ellbogengelenksdysplasie (ED), Brachyzephalie, Brachyurie, Dackellähme oder der Merle-Faktor und andere Letalfaktoren. Die Gelenksveränderungen sind hauptsächlich auf das willkürlich definierte Schönheitsideal in Bezug auf den Körperbau (zum Beispiel den schräg abfallenden Rücken des Deutschen Schäferhundes oder den überlangen Rücken des Dackels) zurückzuführen. Folgen derartiger Gendefekte können von Schmerzen bei der Bewegung bis hin zu völliger Lähmung führen. Ein weiterer durch Zucht entstandener Defekt am Knochengerüst ist das Wobbler-Syndrom. Dies tritt vor allem bei langhalsigen Rassen wie dem Dobermann und der Deutschen Dogge auf und bezeichnet mindestens einen deformierten Halswirbel (meistens C7). Der deformierte Wirbel ist instabil. Dies kann im schlimmsten Fall zur Verengung des Rückenmarkskanals führen und dadurch zur Lähmung der Vorderbeine.
Ein verbreiteter Gendefekt, der speziell bei Langhaarcollies entdeckt wurde, aber auch bei mit Collies verwandten Rassen wie beim Australian Cattle Dog und bei zahlreichen anderen britischen Hütehunderassen auftritt, ist der MDR1-Defekt. Dieser verhindert die Synthese des Multidrug-Resistance-Protein 1 (MDR1-Protein), welches als membranständige ATPase unter anderem zur Aufrechterhaltung der Blut-Hirn-Schranke wichtig ist, die dafür sorgt, dass bestimmte medizinische Wirkstoffe nicht in das Gehirn gelangen können. Fehlt das MDR1-Protein, muss die Dosis bei gewissen Medikamenten stark reduziert werden, da diese sonst tödliche Nebenwirkungen haben können.

## Haltung

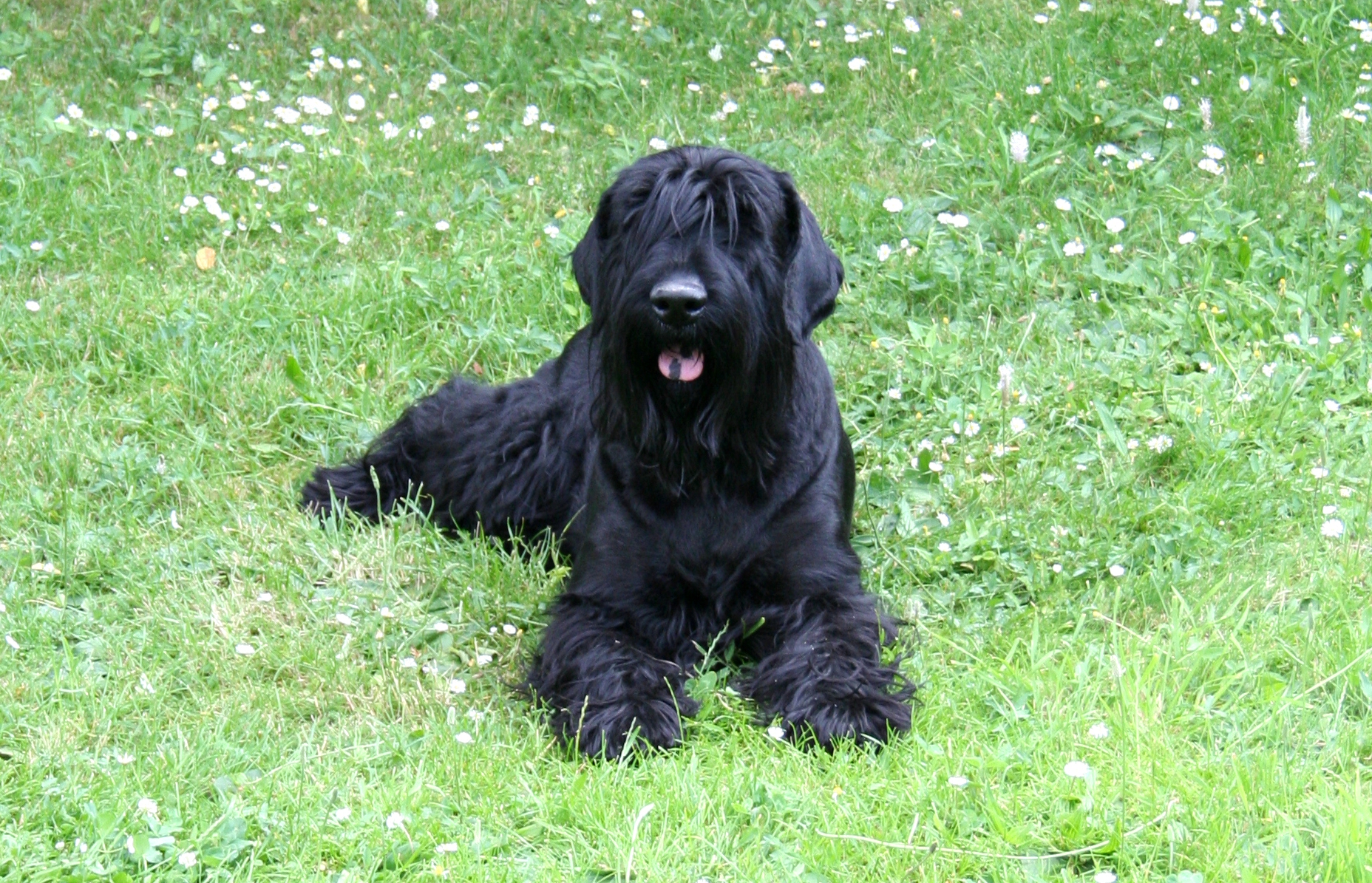
Russischer Schwarzer Terrier

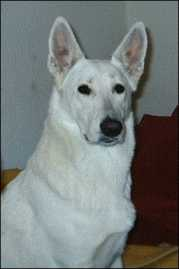
Weißer Schäferhund

2016 lebten in Deutschland etwa 8,6 Millionen Hunde (etwa 69 % Rassehunde und 31 % Mischlinge). Nach der Hauskatze (2016 13,4 Millionen) ist der Hund damit das meistgehaltene Haustier.
Laut einer Schätzung des Österreichischen Kynologenverbands leben in Österreich ca. 827.000 Hunde und 753.000 Hundehalter (Stand 2022).
In der Schweiz lebten 2016 circa 522.000 Hunde.
Hunde werden in Deutschland zu den Kleintieren gerechnet. Sie werden im Normalfall als einzelne Individuen oder in kleinen Gruppen in unmittelbarer Nähe des Lebensraumes ihrer Besitzer gehalten. Dies kann zum einen die Wohnsphäre des Besitzers selbst sein; daneben ist jedoch auch die Haltung im Freien (im Zwinger oder in Anbindehaltung) durchaus üblich. Alle drei Formen der Haltung bergen die Gefahr nicht tierschutzgerechter Unterbringung der Tiere in sich.

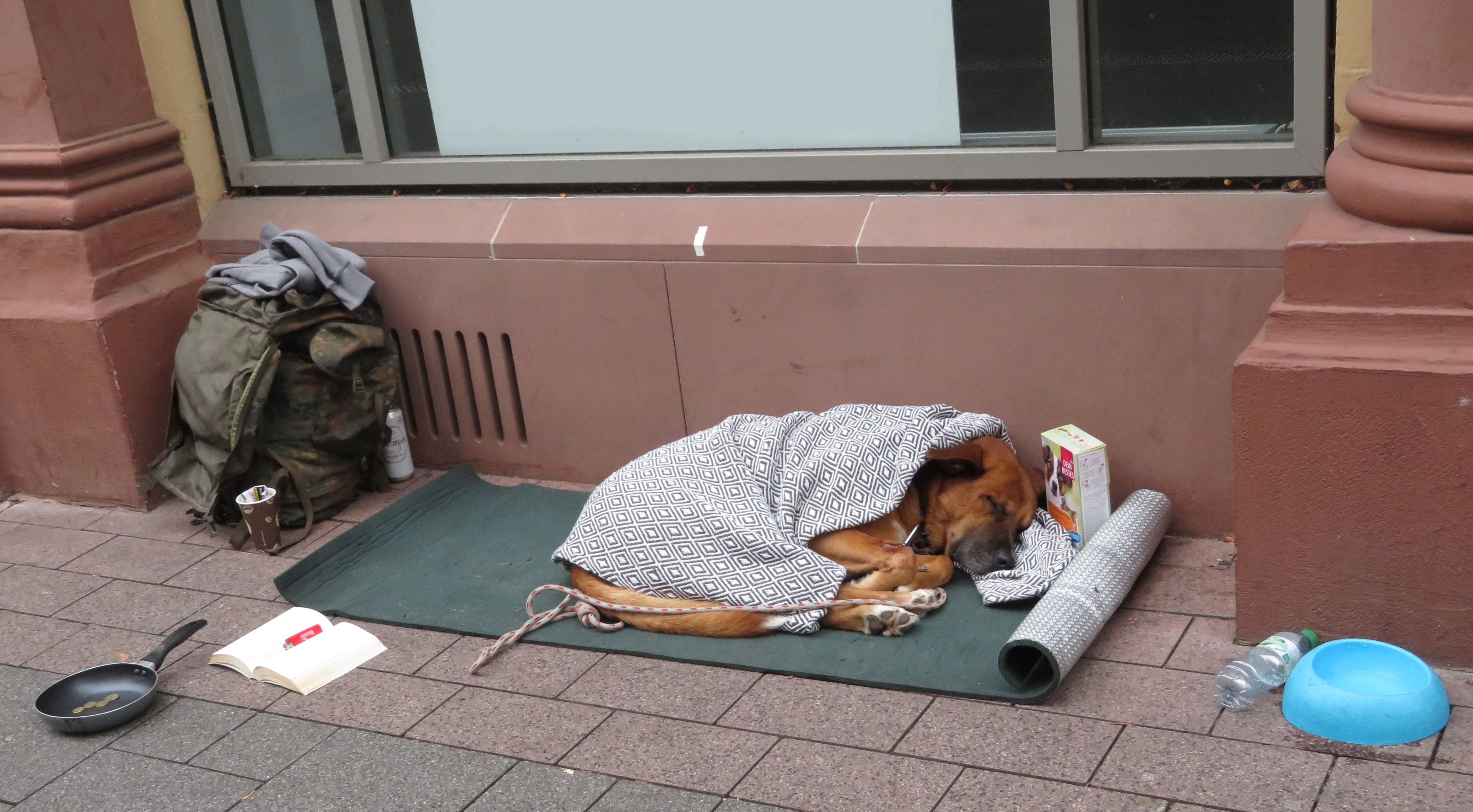
Hund eines Obdachlosen

Verwilderte Haushunde (zu denen auch Straßenhunde oder streunende Hunde gehören) sind in Deutschland, Österreich und der Schweiz heute kaum noch anzutreffen, in Süd- und Osteuropa, Teilen Asiens, Afrikas und Lateinamerikas jedoch nach wie vor verbreitet. Zu ihrer Bekämpfung wurden früher auch städtische Hundefänger eingesetzt. Ausgesetzte Hunde werden meist in Tierheimen untergebracht. Gemäß Heinz Lienhard, Präsident Schweizer Tierschutz, kostet dies in der Schweiz für einen gesunden Hund 20 Franken pro Tag.
Hunde von Obdachlosen haben im Leben des Besitzers oft einen hohen Stellenwert als Sozialpartner und passen sich an die bescheidenen Lebensbedingungen an.

### Ernährung
Hunde sind, wie Wölfe, in der Lage, ihre Ernährung in Grenzen an das Nahrungsangebot anzupassen. Schon Wölfe ernähren sich nicht ausschließlich von Beutetieren (wobei diese, weitgehend vollständig gefressen, bereits pflanzliche Nährstoffe enthalten), sondern fressen – je nach Futterangebot – auch pflanzliche Nahrung wie Wurzeln, Blätter, Gräser oder Früchte. Im Verlaufe seines Zusammenlebens mit dem Menschen hat sich der Hund zunehmend an dessen Ernährung angepasst und wurde zum Allesfresser. Fleisch als alleiniges Futtermittel für Hunde ist daher unangemessen.

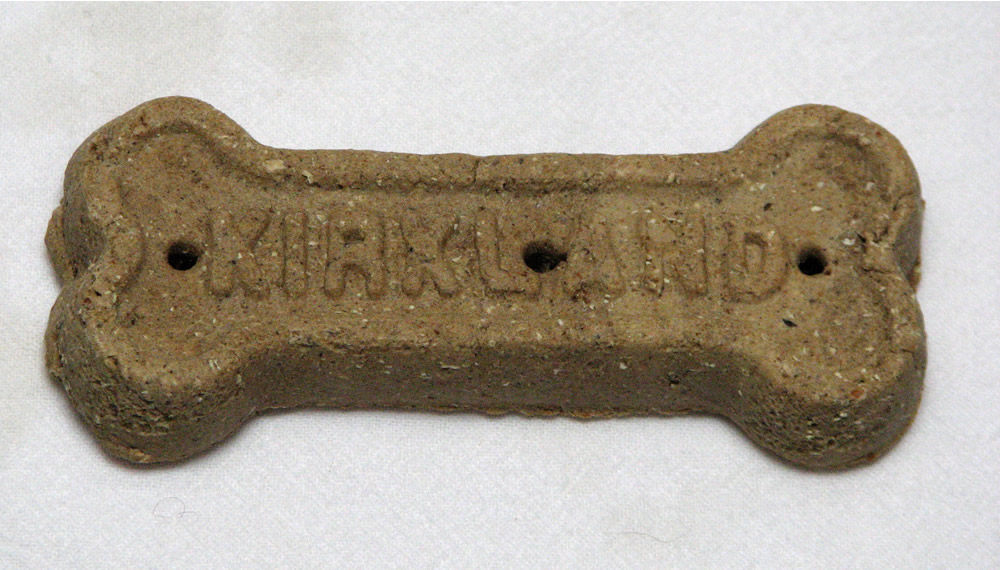
Hundekuchen

Eine vollwertige Ernährung der Hunde erfolgt am einfachsten mit qualitativ hochwertigem (industriell gefertigtem) Hundefutter. Diese Fütterung versorgt die Tiere mit allen essentiellen Nahrungsbestandteilen. Manche Hundehalter praktizieren eine Hundeernährung mit spezieller Frischkost (Barf). Ernährungsphysiologisch fragwürdig ist die Ernährung mit Speiseresten, da sie Mangelzustände bewirken kann.
Viele menschliche Nahrungs- und Genussmittel sind für Hunde mehr oder weniger giftig, so zum Beispiel Schokolade aufgrund des enthaltenen Theobromins (→ Theobrominvergiftung), aber auch Speisezwiebeln, Weintrauben und Rosinen (→ Weintraubenvergiftung). Auch bestimmte Süßstoffe (Xylit, „Birkenzucker“) sind für Hunde hoch giftig.

### Häufige Krankheiten
Das Spektrum der bekannten Hundeerkrankungen ist überaus breit und in seiner Vielfalt mit Erkrankungen des Menschen oder des Hausschweins durchaus vergleichbar. Häufige Hundekrankheiten sind:
- Sinnesorgane: Gehörgangsentzündung (Otitis externa), Grauer Star, Bindehautentzündung, PRA (Progressive Retinal Atrophy, Netzhautdegeneration)
- Verdauungsorgane: Zahnstein, Parodontitis, Magendrehung (bei großen Rassen), Futtermittelunverträglichkeiten, akute Resorptionsstörungen (Durchfall), Parasitenbefall (Bandwürmer, Fadenwürmer, Giardiose)
- Atmungsorgane: Rhinitis, sekundäre Tumorerkrankungen der Lunge
- Herzkreislaufsystem: Herzerweiterung (dilatative Kardiomyopathie, vor allem bei großen Rassen), Herzklappenerkrankungen (vor allem kleinere Rassen)
- Harn- und Geschlechtsorgane: Niereninsuffizienz, Gebärmuttervereiterung (Pyometra), Prostatavergrößerung, Präputialkatarrh
- hormonelle Störungen: Zuckerkrankheit, Funktionsstörungen im Bereich der Schilddrüse (Hypothyreose) und der Nebennieren (Hyperadrenokortizismus)
- Nervensystem: Epilepsie, Störungen der Nervenfunktion durch Bandscheibenvorfall (vor allem bei Rassen mit relativ langem Rücken, beispielsweise Teckel (Dackellähme))
- Haut: Atopische Dermatitis, Futterallergie, Demodikose, Räude, Malassezien-Dermatitis, Tumoren der Milchdrüse
- Bewegungsapparat: Hüftgelenksdysplasie (HD), Ellbogendysplasie (ED), Kreuzbandriss
- Infektionen: Gegen einen Großteil der früher seuchenhaft aufgetretenen Erkrankungen wie Parvovirose, Staupe oder auch Tollwut sind die meisten Hunde durch Impfungen geschützt. In den letzten Jahren nimmt der Anteil der Infektionen durch Reisekrankheiten (Leishmaniose, Babesiose, Dirofilariose) oder auch der von Zecken übertragenen Borreliose erheblich zu.

### Haltung in der Stadt
Um artgerechte Haltungsstrukturen auch für Stadthunde zu gewährleisten, Tierschutzgesetze einzuhalten und Konflikte durch freilaufende oder spielende Hunde zu vermeiden, stellen immer mehr Städte Freilaufgelände zur Verfügung, fassen diese in einer Übersichtskarte zusammen und schildern diese aus. Dazu zählen beispielsweise Köln, Nürnberg, Paderborn und Zwickau.

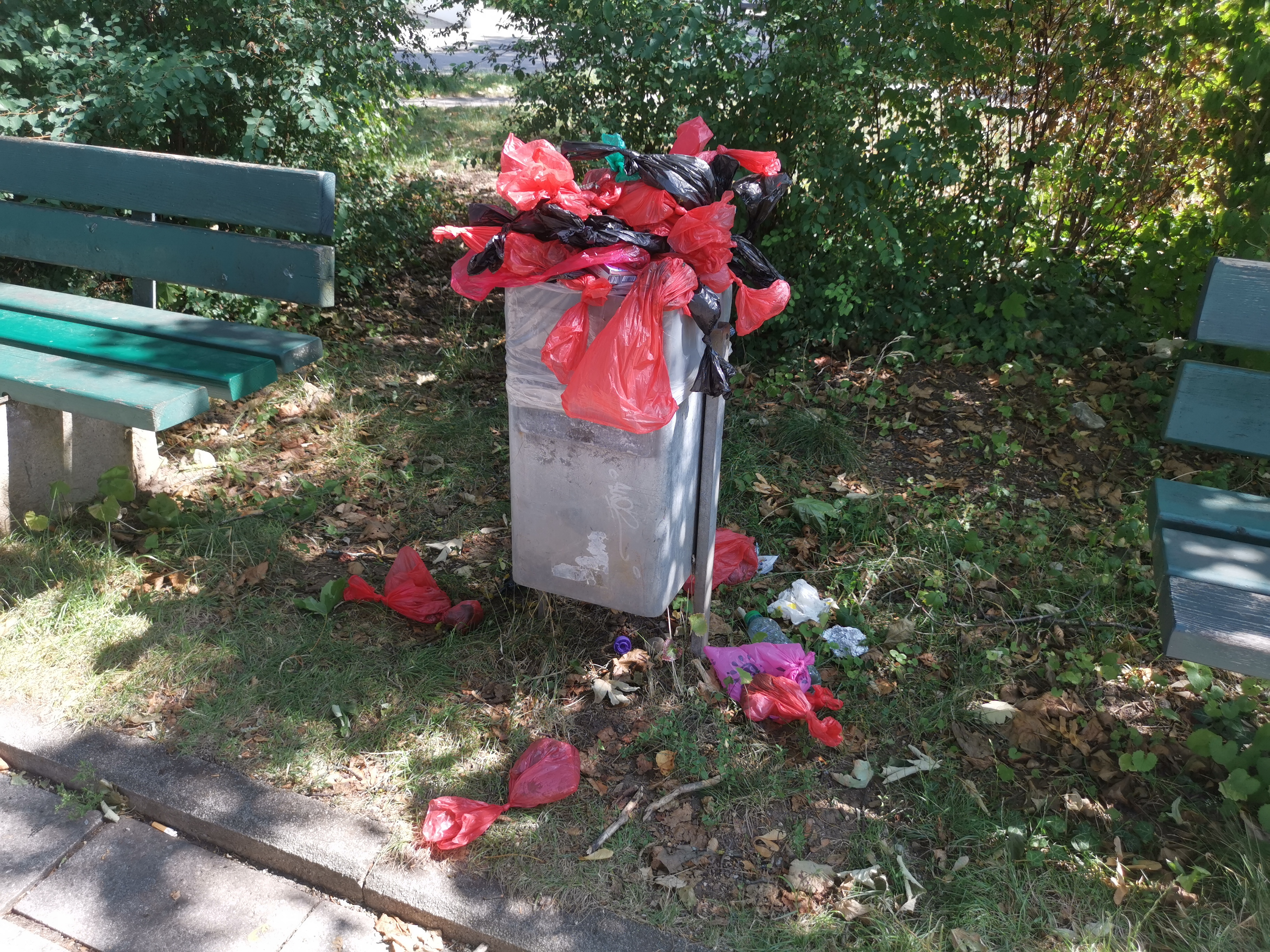
Menge an Hunden überfordert die öffentliche Müllentsorgung in München.

Ziel beim Angebot artgerechter Haltungsstrukturen ist es insbesondere, eine überwiegende Leinenführung zu vermeiden, um der Entwicklung von Verhaltensproblemen vorzubeugen. Beim freien Auslauf geht es neben der Bewegung vor allem um die Möglichkeit zu artgemäßen Sozialkontakten mit anderen Hunden, olfaktorische Kommunikation und Erkundungsverhalten.

### Ökologische Aspekte der Hundehaltung
Nach einer Lebenszyklusanalyse (Life Cycle Assessment, LCA) der Technischen Universität Berlin setzt die Haltung eines Hundes im Durchschnitt ein CO2-Äquivalent von 8,2 t frei. Bei einer angenommenen Lebensdauer von 13 Jahren entspricht dies einer jährlichen Menge von 630 kg.
Die mit dem Kot ausgeschiedenen Mengen an Phosphor, Stickstoff und Schwermetallen stellen eine Belastung vor allem für Gewässer dar. Selbst unter Berücksichtigung der nachteiligen Auswirkung des Verbrauchs an Plastik ist das Einsammeln des Kots mit Plastiktüten auch aus ökologischer Sicht daher sinnvoll und empfehlenswert.
Hundefutter stammt im Wesentlichen aus Massentierhaltung mit all ihren ökologischen, sozialen und tierschutzethischen Folgen. Es wird zum größten Teil aus Produkten hergestellt, die auch für die menschliche Ernährung geeignet wären. Die 163 Millionen Haushunde und Hauskatzen der USA konsumieren jährlich so viel Nahrungsenergie wie die ganze Bevölkerung Frankreichs. Wären sie eine Nation, stünden sie beim Fleischverbrauch an fünfter Stelle (nach Russland, Brasilien, USA und China).

## Rechtliches

### Hundesteuer

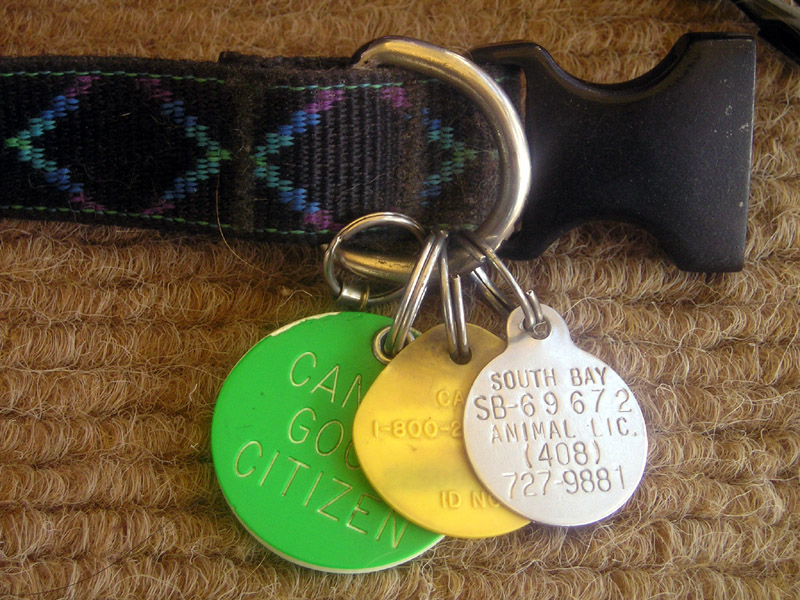
Steuerplaketten

Die Haltung von Haushunden ist in der Bundesrepublik Deutschland, in Österreich und der Schweiz steuerpflichtig (im Gegensatz zu der von Katzen). Die Hundesteuer wird in Deutschland und der Schweiz von der Gemeinde, in Österreich von den Bundesländern in unterschiedlicher Höhe erhoben und teils durch eine Steuerplakette (Hundemarke) nachgewiesen. Manche Gemeinden beziehungsweise Bundesländer fordern, dass die Plakette gut sichtbar am Hund zu befestigen ist.

### Deutschland

#### Kennzeichnung und Registrierung
Für Haushunde besteht seit einigen Jahren die Möglichkeit der Implantation eines Chips, der die Identifikation des Tieres ermöglicht. Zum Auslesen der Transpondernummer des Tieres wird ein Lesegerät benötigt, über das in der Regel Tierärzte, Tierheime und Polizeidienststellen verfügen. Einige nichtkommerzielle Organisationen wie Tasso und das Deutsche Haustierregister betreiben zentrale Registrierungsstellen für entlaufene und aufgefundene Hunde; hier kann auch die Chipnummer des eigenen Tieres registriert werden. Diese Nummer ist weltweit einmalig und erlaubt im Gegensatz zur Tätowierung eine sichere Identifizierung des Hundes. Gesetzliche oder behördliche Regelungen (Hundegesetze) sehen teilweise eine Pflicht zu derartiger Kennzeichnung vor, auch beim Grenzübertritt müssen Hunde gem. EU-Heimtierverordnung gekennzeichnet sein.

#### Haltungsbedingungen
Es gilt die Tierschutz-Hundeverordnung (TierSchHuV). Hier sind die Mindestbedingungen für Räume, Zwinger und Leinenhaltung vorgegeben. Ebenfalls durch die Verordnung vorgeschrieben ist ein Mindestalter von 8 Wochen für die Trennung der Welpen von ihrer Mutter.

#### Gefährliche Hunde

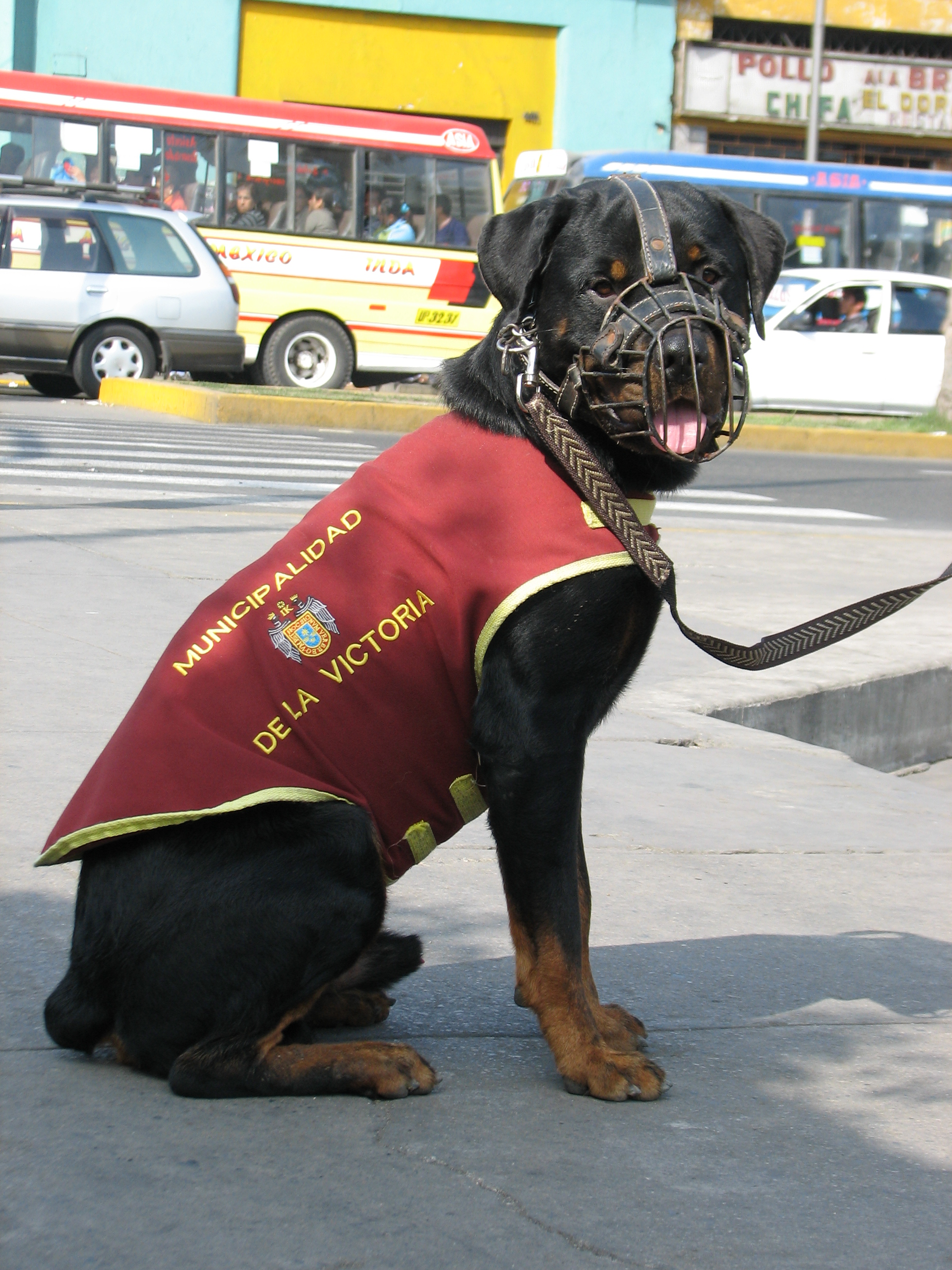
Hund mit Maulkorb

Bestimmte Rassen werden als gefährliche Hunde, teils auch „Kampfhunde“ genannt, eingestuft. Behördlicherseits werden auch Bezeichnungen wie Kampfhund, Listenhund, Anlagehund oder Kategoriehund verwendet.
Ausgangspunkt der kritischen Medienberichterstattung und der ablehnenden Haltung gegenüber „Kampfhunden“ sind immer wieder dokumentierte – teils tödliche – Unfälle mit Hunden dieser Rassen. Nach absoluten Zahlen aus den Statistiken der Bundesländer werden die meisten Beißunfälle in Deutschland durch Deutsche Schäferhunde verursacht, die in keinem Bundesland auf der Rasseliste stehen. In der Schweiz verursachen Deutsche Schäferhunde und Rottweiler signifikant mehr Bissverletzungen, als anhand ihres Anteils an der Hundepopulation zu erwarten wäre. Eine Studie der Freien Universität Berlin kommt für die deutschen Bundesländer Berlin und Brandenburg zum selben Schluss.

#### Brut- und Setzzeit
In den Ländern Niedersachsen und Bremen dürfen Hunde während der Brut- und Setzzeit im Bereich der „freien Landschaft“ nicht abgeleint werden. Dieser Zeitraum beginnt in Bremen am 15. März, in Niedersachsen am 1. April und endet in beiden Bundesländern am 15. Juli.

#### Sonstiges
Eine Verpflichtung zu bestimmten Impfungen (Tollwut) gibt es in den meisten Bundesländern nicht, sie ist jedoch nötig, wenn innerhalb der EU Ländergrenzen passiert werden (→ EU-Heimtierausweis). Detaillierte gesetzliche Regelungen, beispielsweise zum Leinenzwang oder zur Haltung von sogenannten Kampfhunden sind landesspezifisch, und werden teils auch in den Gemeinden unterschiedlich geregelt.
In Deutschland gibt es keinen bundesweit offiziell anerkannten Hundeführerschein, auch wenn dies von einigen Hundeschulen suggeriert wird. Die Ausbildung zum Begleithund ist ebenfalls weder vorgeschrieben, noch gesetzlich geregelt. Verschiedene Institutionen und Verbände bieten unterschiedliche Ausbildungen an, die mit Begleithundeprüfungen abgeschlossen werden, die wiederum auch wechselseitig meist nicht anerkannt werden. Rettungshundeprüfungen können nur in einer zugelassenen Rettungshundestaffel abgelegt werden.
Wer seinen Hund ausführt, ist zur Entfernung von dessen Hundekot von öffentlichen Wegen verantwortlich; die Unterlassung stellt vielerorts eine mit Ordnungsgeld oder Bußgeld belegte Ordnungswidrigkeit dar.

### Österreich
Die rechtlichen Vorschriften für die Haltung von Hunden sind in der Verordnung über die Haltung von Wirbeltieren festgelegt. In der zugehörigen Anlage 1 werden die Mindestanforderung für die Haltung von Hunden definiert. So müssen sie täglich zumindest einen Auslauf und zwei Mal täglich Sozialkontakt mit Menschen haben. Auch muss ihnen mehrmals täglich die Möglichkeit zu Kot- und Harnabsatz im Freien ermöglicht werden. Welpen dürfen frühestens nach acht Wochen von ihrer Mutter getrennt werden.
In vielen Ländern und Gemeinden verlangen Vorschriften, dass Hunde – eventuell nur in Wohngebieten, auf Straßen – an der Leine zu führen sind, in öffentlichen Verkehrsmitteln einen Maulkorb tragen müssen und ihr Kot von der Straße zu beseitigen ist. (Wien: Sauberkeitskampagne 2012, Strafhöhe Organmandat 36 €, 110.000 Wiesenstecker „Sind dir 36 Euro wurst?“ Graz: 10 €.) Verschiedentlich werden in Selbstentnahmeboxen gratis dafür geeignete, oft rote oder braune PE-Sackerln angeboten. Etwa in Wien und Graz werden eingezäunte Bereiche als Hundezone öffentlich angeboten.

### Schweiz
Das Tierseuchengesetz schreibt zudem vor, dass Hunde gekennzeichnet und in einer Datenbank registriert sein müssen. Obligatorisch ist die Kennzeichnung des Hundes mit Mikrochips, die Ausstellung eines Hundeausweises und die Registrierung des Hundes in einer zentralen Datenbank (AMICUS). Die Tierschutzverordnung schrieb zusätzlich vor, dass Hundehalter vor dem Kauf ihres ersten Hundes einen Theoriekurs besuchen mussten, in dem sie über die Grundbedürfnisse von Hunden, den Zeitaufwand und die Kosten der Hundehaltung informiert wurden. Innerhalb eines Jahres nach dem Kauf mussten Hund und Besitzer ein praktisches Training absolvieren, in dem verschiedene Alltagssituationen geübt wurden. Diese Kursobligatorien wurden am 31. Dezember 2016 wieder abgeschafft.
Im Übrigen sind die Vorschriften zur Hundehaltung durch kantonales Recht geregelt und daher nicht einheitlich. Versuche zur Einführung nationaler Regelungen sind im Parlament wiederholt gescheitert. In einigen Kantonen existiert keine kantonale Hundegesetzgebung, weil Maßnahmen zu Hunden in die Polizei- oder Gemeindekompetenz fallen (z. B. Uri und Zug). Andere Kantone haben spezielle Hundegesetze, die Kennzeichnung und Registrierung sowie weitere tierseuchenpolizeiliche und tierschutzrechtliche Bestimmungen regeln. Ebenfalls kantonal geregelt ist das Vorgehen bei Findeltieren und vielfach in allgemeiner Form die Verpflichtung, den Hund unter Kontrolle zu halten. Weitere kantonale Regelungen betreffen die Ausbildung von Hund und Halter, den Abschluss einer Haftpflichtversicherung und das konkrete Vorgehen nach Beissvorfällen.
Bisher haben 13 Kantone (Stand 2014) eine Rassenliste mit potenziell gefährlichen Hunderassen eingeführt (AG, BL, BS, FR, GE, GL, SH, SO, TG, TI, VD, VS, ZH). Die Rassenlisten enthalten zwischen drei (VD) und dreißig (TI) Hunderassen und erstrecken sich auch auf Kreuzungen. Sie definieren zumeist potenziell gefährliche Hunderassen, deren Haltung einer Bewilligungspflicht unterliegt; vier Kantone kennen Haltungsverbote für bestimmte Rassen (FR, GE, VS, ZH).

### Grenzübertritt in der EU
Bei Grenzübertritt muss seit 2004 in EU-Europa ein EU-Heimtierausweis zur Identifikation mitgeführt werden. Im Ausweis muss der Nachweis einer gültigen Tollwutimpfung dokumentiert sein; weiterhin braucht der Hund einen implantierten, passiven RFID-Chip (Transponder), der der ISO-Norm 11784 entspricht (HDX- oder FDX-B-Übertragung) und mit einem der ISO-Norm 11785 entsprechenden Lesegerät abgelesen werden kann, die Nummer vervollständigt das Ausweisdokument des Hundes. Der Sinn dieser Regelung ist der Kampf gegen die Tollwut.

### Andere Länder
Im kommunistischen China war die Hundehaltung als kapitalistisch angesehen und bis 1992 in Städten verboten. Im Iran wird aktuell ein Verbot der Hundehaltung mit Ausnahme der Nutzhunde diskutiert, da diese religiös als unrein gelten. Die Strafe soll 74 Peitschenhiebe bzw. eine Geldstrafe sein.

## Kulturgeschichte

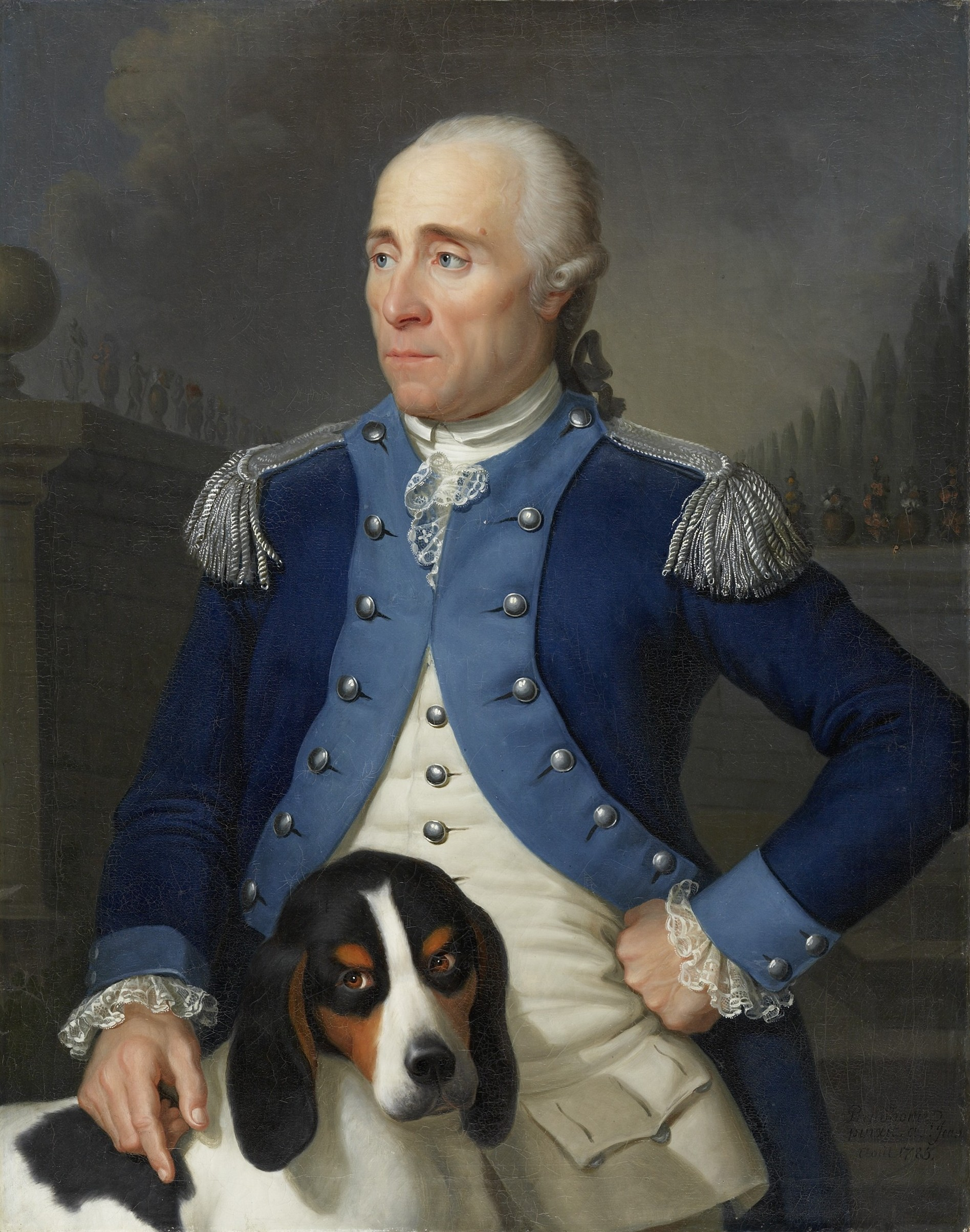
Franz Rudolf Frisching ließ sich 1785 mit seinem Berner Laufhund von Jean Preudhomme porträtieren

In den verschiedenen Kulturarealen wurden und werden Hunde in teilweise sehr unterschiedlicher Art und Weise wahrgenommen beziehungsweise wertgeschätzt.
- In Europa und dort besonders in der germanischen Kultur wurden Hunde traditionell als treue Begleiter des Menschen betrachtet und etwa als Wach-, Hüte- oder Jagdhunde hoch geschätzt (vergleiche den Hund Argos in Homers Odyssee).

Im deutschen redensartlichen Sprichwortschatz werden sie eher gering geschätzt („Auf den Hund gekommen, hündisch, Hundeleben, Hundejahre, Hundewetter, hundsgemein, krummer Hund, Hundsfott, hundsmiserabel, scharfer Hund, schlafende Hunde wecken, Schweinehund, innerer Schweinehund“).
- Im Judentum und dem auf ihm aufbauenden Christentum war der Hund ursprünglich im Allgemeinen nicht besonders angesehen. Zumeist wird von ihm in verächtlicher Weise gesprochen und er muss etwa als Bild für eine niedrige, verachtenswerte Kreatur oder als Schmähung herhalten (zum Beispiel Sprüche 26,11: „Wie ein Hund frisst, was er gespien hat …“; 2. Buch Samuel 3,8: „Bin ich denn ein Hundskopf aus Juda?“; Mt 7,6: „Ihr sollt das Heilige nicht den Hunden geben“).
- Im Islam gibt es über die Unreinheit von Hunden unterschiedliche Lehrmeinungen, nach denen entweder der Hund gänzlich rein oder unrein oder – dies ist die weitestverbreitete Position – nur der Speichel des Hundes unrein ist. Allerdings wird von Jagdhunden apportierte Beute als rein angesehen, obwohl der Hund sie in der Schnauze zurückgebracht hat. Im Koran selbst findet der Hund an drei Stellen Erwähnung, als Beispiel für Jagdtiere in Sure 5, Vers 4, in einem Vergleich eines Ungläubigen mit einem Hund in Sure 7, Vers 176 und der Name Raqīm als Name des Hundes der Siebenschläfer in Sure 18, Verse 18 und 22.
- In China steht man dem Hund weitgehend pragmatisch gegenüber. Er wird weder verehrt noch verachtet, in manchen südlichen Provinzen dient er sogar als Speise. In der Symbolik steht er für den Westen, den Herbst sowie mitunter auch für Reichtum. Auch kommt ihm eine gewisse Rolle im Bereich des Exorzismus zu: Dem Volksglauben nach müssen Dämonen, die mit Hundeblut bespritzt werden, ihre wahre Gestalt offenbaren. Der Hund ist das 11. Tier im chinesischen Tierkreis.
- Auch bei den nordamerikanischen Indianerstämmen des Nordostens wurden Hunde stellvertretend für höhere Mächte (Manitu der Algonkin) oder als Symbol für Fleischnahrung (Irokesen) geopfert.[151]
- Für die Kunst zur Zeit des Humanismus wurde der Hund zum Lieblingstier, wie der schwedische Kunsthistoriker Patrik Reuterswärd (1922–2000) zeigen kann.[152] Der Jagdhund z. B. war nicht nur treuer Gefährte seines zumeist adeligen Herrn, sondern diente, häufig in Stein gemeißelt, ebenso der Repräsentation seines Standes. Frauen, die sich durch besondere Treue und Hingabe ausgezeichnet hatten, wurden durch ein modisches Hündchen auf dem Grabmal geehrt. Auch berühmten Humanisten gesellte man häufig neben dem Löwen einen Hund bei. Unterschiede in der Größe, der Haltung und selbst der Mimik des Tieres kommentierten den Status des Gelehrten. Francesco Petrarca z. B., der nach eigenen Aussagen einen großen Hund besaß, wird auf späteren Darstellungen zumeist in Begleitung eines zusammengerollten Hündchens gezeigt. Lucas Cranach der Ältere hingegen ließ den Hund weg, als er Albrecht Dürers berühmtes Bild Der heilige Hieronymus in seinem Studierzimmer (1514) kopierte. Durch die ruhende Haltung bezeugen die Hunde ihre Fähigkeit, Begierden zu unterdrücken. Damit werden sie zum Symbol für die Beständigkeit. Bereits im vierten Jahrhundert bescheinigte der Bischof Eusebius von Caesarea Hunden eine natürliche Intelligenz und brachte den Erweis durch eine Beobachtung des Jagdverhaltens. Seine Beute verdanke der Hund seiner Fähigkeit, Schritt für Schritt falsche Alternativen zu eliminieren.

### Der „Haushund“ in der Belletristik
Der Hund ist häufig in der Belletristik vertreten. Schon bei Homer ist es ein Hund, der als einziges Wesen den aus dem Kampf um Troja nach Ithaka heimgekehrten Odysseus augenblicklich erkennt; in Gottfrieds mittelhochdeutschem Versroman Tristan und Isolde taucht das magische Hündchen Peticreiu auf; der Pudel in Goethes Faust, dessen „Kern“ der Teufel ist, ist zum Sprichwort geworden. Weitere Beispiele aus der Belletristik:
- István Bekeffy: Filmdrehbuch zu Un angelo è sceso Brooklyn, deutscher Titel Der Hund, der Herr Bozzi hieß. Spielfilm 1957.
- Mikhail Bulgakov: Hundeherz. 1925/1987.
- Marie von Ebner-Eschenbach: Krambambuli. 1883.
- Brüder Grimm, Grimms Märchen: Der alte Sultan. In: Kinder- und Hausmärchen. Band 48, 1812.
- Heinrich von Kleist: Mutterliebe. In: Anekdoten. 1810/11.
- Thomas Mann: Herr und Hund. 1918.
- Morraha: Ein keltisches Märchen. London 1894.
- Hermann Mostar: Tierisch heiter. Geschichte und Geschichten vom Hund. In: Liebe, Klatsch und Weltgeschichte. 1966.
- Clifford Simak: City, deutscher Titel: Als es noch Menschen gab (Science-Fiction-Erzählungen über die Hunde als evolutionäre Nachfolger des Menschen), 1944
- Virginia Woolf: Flush: A Biography. 1933.

### Allgemeines
- Wilhelm Wegner: Kleine Kynologie. 4., erweiterte Auflage. Terra-Verlag, Konstanz 1995, ISBN 3-920942-12-4.
- Konrad Lorenz: So kam der Mensch auf den Hund. DTV, 1998, ISBN 978-3-423-20113-1.
- Erik Zimen: Der Hund. Abstammung – Verhalten – Mensch und Hund. Goldmann, München 2010, ISBN 978-3-442-15627-6.
- Peter Suter et al.: Praktikum der Hundeklinik. 11., überarbeitete und erweiterte Auflage, Enke, Stuttgart 2012, ISBN 978-3-8304-1125-3.
- Helmut Brackert, Cora van Kleffens: Von Hunden und Menschen: Geschichte einer Lebensgemeinschaft. München 1989.

### Verhalten
- Eberhard Trumler: Mit dem Hund auf du: Zum Verständnis seines Wesens und Verhaltens. 14. Auflage. Piper, 1München 995, ISBN 978-3-492-21135-2.
- Dorit Feddersen-Petersen: Hundepsychologie: Sozialverhalten und Wesen. Emotionen und Individualität. 4., völlig neu bearbeitete, erheblich erweiterte und neu bebilderte Auflage, Franckh-Kosmos, Stuttgart 2004, ISBN 978-3-440-09780-9.
- Alexandra Horowitz, Jorunn Wissmann: Was denkt der Hund? Wie er die Welt wahrnimmt – und uns. Spektrum akademischer Verlag, Heidelberg 2010, ISBN 978-3-8274-2969-8.

### Rassen und Zucht
- Hans Räber: Brevier neuzeitlicher Hundezucht. 5. Auflage. P. Haupt, Bern 1995, ISBN 978-3-258-04974-8.
- Hans Räber: Enzyklopädie der Rassehunde. Franckh-Kosmos, Stuttgart 2001, ISBN 978-3-440-08235-5 (2 Bände).
- Hellmuth Wachtel: Hundezucht 2000: Populationsgenetik für Hundezüchter und andere Kynologen. Kynos Verlag, 2007, ISBN 978-3-938071-32-8.
- Desmond Morris: Dogs: The Ultimate Dictionary of Over 1,000 Dog Breeds. 2. Auflage. Trafalgar Square Books, London 2008, ISBN 978-1-57076-410-3 (englisch).
- Dominique de Vito: World Atlas of Dog Breeds. 6. Auflage. TFH Publications, Neptune City (NJ) 2009, ISBN 978-0-7938-0656-0 (englisch).

### Erkrankungen
- Rudolf Fankhauser: Veränderungen im Bereich der Wirbelsäule beim alternden Hund. In: Schweizer medizinische Wochenschrift. Band 85, 1955, S. 845 ff.

### Historische und historisch bedeutende Schriften
- Jörg Ewersen, Britta Ramminger: Zur Haltung und Nutzung von Haushunden auf neolithischen Fundplätzen in Mittel- und Süddeutschland sowie der Schweiz. In: Germania. Band 91, 2013, S. 1–38, doi:10.11588/ger.2013.96951.
- Toplin: The Sportsman’s Cabinet, or, a Correct Delineation of the Canine Race. J. Cundee, London 1803 (online).
- H. D. Richardson: Dogs: Their Origin and Varieties. J. McGlashan, Dublin 1847 (online).
- J. Henry Walsh (Stonehenge): The Dog in Health and Disease. Longman, Green, Longman & Roberts, London 1859 (online).
- Ludwig Beckmann: Geschichte und Beschreibung der Rassen des Hundes. Bieweg & Sohn, Braunschweig 1894 (online).
- Henri Comte de Bylandt: Hunderassen – Ihre Beschreibung, Points, Typus, Eigenschaften und Fehler. Kluwer, Deventer 1904 (2 Bände; niederländisch, englisch, französisch und deutsch).
- Edward C. Ash: Dogs: Their History and Development. Ernest Benn, London 1927 (2 Bände).
- Walter Hutchinson: The Dog Encyclopedia. Anchor Press, Tiptee, Essex 1935 (3 Bände).